# Moto Guzzi
Moto Guzzi, coneguda sovint simplement com a Guzzi, és una empresa italiana fabricant de motocicletes amb seu legal a Gènova i fàbrica a Mandello del Lario, a la província de Lecco (Llombardia).
Fundada el 1921 per Carlo Guzzi, Giorgio Parodi i el pare d'aquest, Emanuele Vittorio Parodi entre d'altres, l'actual Moto Guzzi S.p.A és el fabricant de motos europeu més antic d'entre els que han mantingut la producció de forma ininterrompuda des de l'inici de la seva activitat. També és un dels més importants i rellevants en la història del motociclisme italià i mundial, tant en el vessant esportiu com pel que fa a les seves diverses aportacions i innovacions industrials. Des del 2004, l'empresa forma part del grup Piaggio, primer fabricant de motocicletes d'Europa i quart del món.

## Història
Semblantment a altres fabricants de motocicletes que han sobreviscut durant dècades, Moto Guzzi ha experimentat una sèrie de cicles comercials i de canvis de propietat, alguns de complexos, alguns de breus i altres que han perdurat.

### 1921–1966 – Orígens

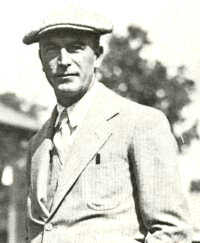
Carlo Guzzi ca. 1930

Moto Guzzi fou concebuda per dos pilots d'aviació i el seu mecànic que servien al Corpo Aeronautico Militare (CAM, les forces aèries d'Itàlia) durant la Primera Guerra Mundial: Carlo Guzzi, Giovanni Ravelli i Giorgio Parodi. Assignats al mateix esquadró "Miraglia", amb seu prop de Venècia, tots tres van fer amistat tot i provenir de diferents entorns socioeconòmics. El trio va projectar de crear una empresa de motocicletes després de la guerra. Guzzi dissenyaria les motos, Parodi (fill de rics armadors genovesos) finançaria l'empresa i Ravelli (que ja era un famós aviador i pilot de motociclisme) promocionaria les motos amb la seva destresa a les curses. Guzzi i Parodi van fundar Moto Guzzi el 1921. Ravelli, irònicament, s'havia mort pocs dies després del final de la guerra en un accident d'avió i és commemorat per les ales de l'àliga que formen el logotip de Moto Guzzi.
El 15 de març de 1921, Carlo Guzzi i Giorgio Parodi, juntament amb el pare d'aquest, Emanuele Vittorio, un cosí de Giorgio, Angelo Parodi, i l'home de confiança dels Parodi, Gaetano Belviglieri, van crear la "Società Anonima Moto Guzzi" amb la finalitat, segons els estatuts originals, de «la fabricació i la venda de motocicletes i qualsevol altra activitat relativa o relacionada amb la indústria metal·lúrgica i mecànica».
L'empresa tenia la seu legal a Gènova i la fàbrica a Mandello del Lario. Les seves primeres motocicletes portaven el nom de G.P. (Guzzi-Parodi), tot i que la marca va canviar ràpidament a Moto Guzzi. Com a únics accionistes reals, els Parodi volien protegir les seves fortunes marítimes evitant la confusió del nom G.P. amb les inicials de Giorgio Parodi. Carlo Guzzi rebia inicialment royalties per cada motocicleta produïda, sense tenir cap propietat a l'empresa que portava el seu nom. El 1946 Moto Guzzi es va formalitzar com a Moto Guzzi S.p.A., amb Giorgio Parodi de president.

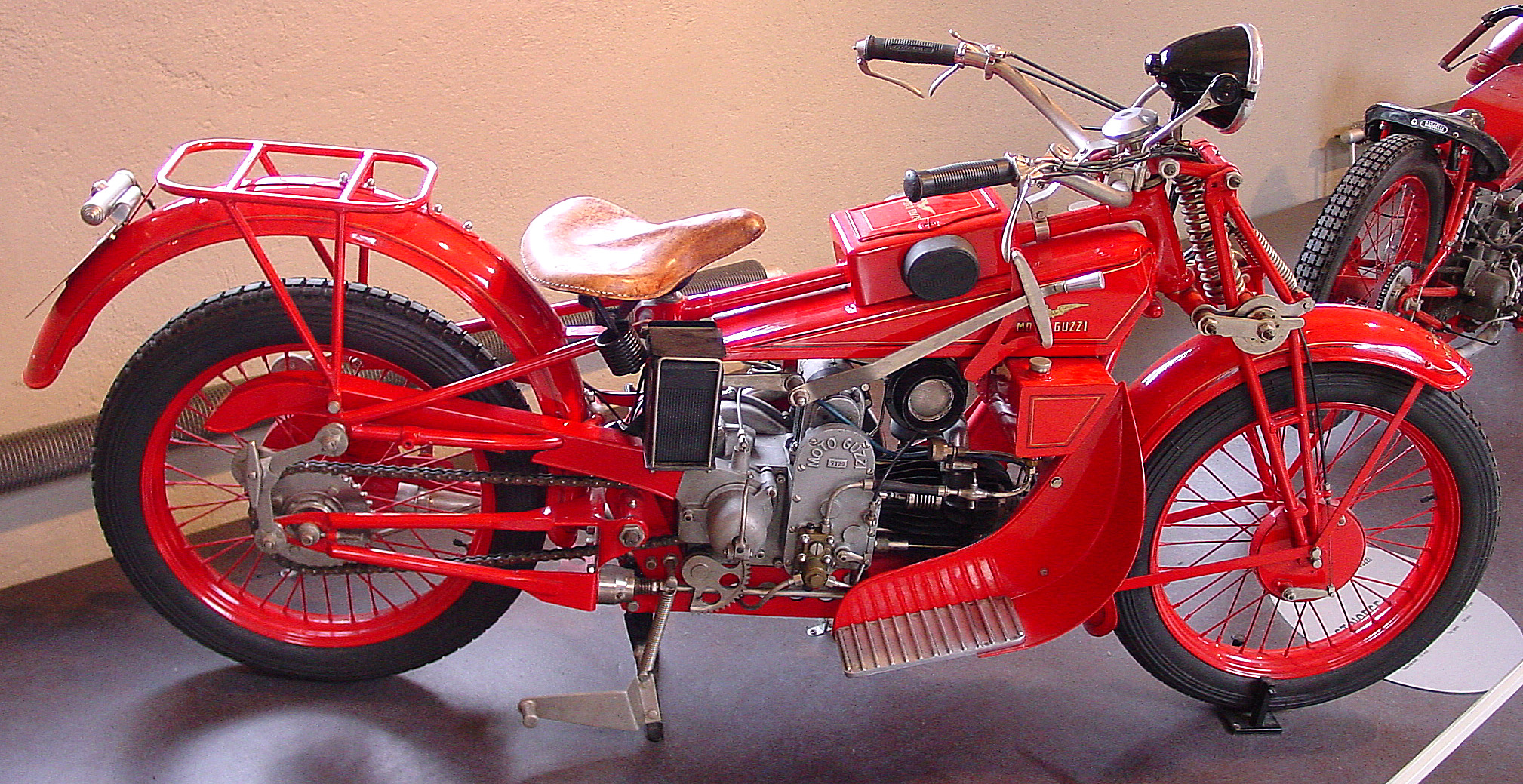
La GT 500 "Norge" de 1928, al museu Guzzi de Mandello

El primer motor dissenyat per Carlo Guzzi va ser un monocilíndric horitzontal que va dominar els primers 45 anys de la història de la companyia en diverses configuracions. Una Moto Guzzi GT 500 va recórrer 6.400 km fins al cercle polar àrtic el 1928, motiu pel qual aquest model es conegué com a "Norge". Durant el 1934, cada motor produït portava la signatura del mecànic que l'havia fet. Tal com es preveia originalment, la companyia va fer servir les curses per a promocionar la marca. Al TT de l'Illa de Man de 1935, el pilot de fàbrica de Moto Guzzi, Stanley Woods, va obtenir un impressionant doble triomf amb sengles victòries al Lightweight TT i al Senior TT.

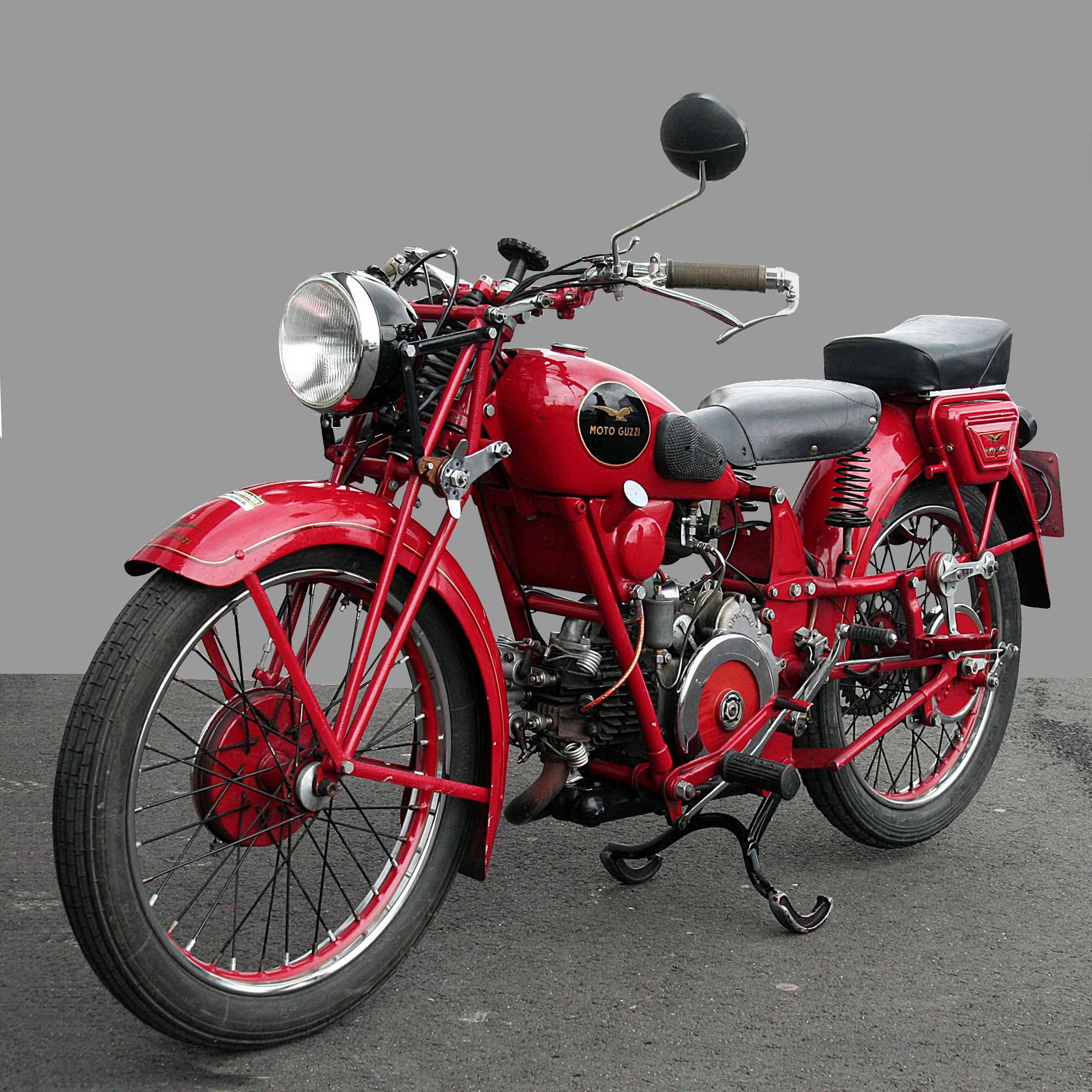
Moto Guzzi PE 250 de 1938

Fins a mitjan dècada de 1940, els tradicionals motors de quatre temps horitzontals de 500 cc Guzzi estaven equipats amb una vàlvula aèria i una de lateral, però contràriament a la pràctica habitual de tenir entrada d'admissió superior (IOE), utilitzaven la vàlvula lateral per a l'admissió i l'aèria per a l'escapament. També era inusual l'adopció d'un sol ressort regulador per a tancar la vàlvula d'escapament. Aquests eren els motors de més alt rendiment que Moto Guzzi venia al gran públic. En canvi, l'empresa subministrava a l'equip oficial de curses i als pilots privats motos de competició de major rendiment amb diferents lleves aèries, configuracions multivàlvules i dissenys de cilindres.
Durant la dècada del 1950, Moto Guzzi, juntament amb les també italianes Gilera i Mondial, va liderar el món dels Grans Premis de motociclisme. Amb motos lleugeres i resistents de 250 i 350 cc dissenyades per Giulio Carcano, la firma va dominar les classes de mitjana cilindrada. Moto Guzzi va guanyar cinc campionats mundials consecutius de 350cc entre 1953 i 1957. En adonar-se que només amb la lleugeresa no n'hi havia prou per a continuar guanyant curses, Carcano va dissenyar per a la classe dels 500cc la V8 500 cc GP, el motor de la qual fou dels més complexos del seu temps. Tot i que la moto liderà moltes curses i registrà amb freqüència la volta ràpida, sovint no pogué completar les curses a causa de problemes mecànics. Finalment, la V8 no es va desenvolupar més, ja que Moto Guzzi es va retirar (juntament amb els principals competidors Gilera i Mondial) de les competicions després de la temporada 1957, adduint l'augment dels costos i la disminució de les vendes de motocicletes. Al moment d'abandonar els Grans Premis, Moto Guzzi havia guanyat 3.329 curses oficials, 8 Campionats del Món, 6 Campionats de constructors i havia aconseguit 12 victòries al TT de l'Illa de Man.
El període posterior a la Segona Guerra Mundial va ser tan difícil a Mandello com a altres llocs de l'Europa de postguerra. La solució era la producció de motocicletes més lleugeres i econòmiques. La "Motoleggera" de 1946, un velomotor de 65 cc, es va fer molt popular a la Itàlia de la postguerra, on se'l coneixia com al "Guzzino" (aquest model evolucionà després amb el nom de "Cardellino"). En aquella època, un italià d'origen jueu exiliat durant la guerra, Oscar Ravà, va fundar a Barcelona la filial Moto Guzzi Hispania, la qual fabricà diversos models de la marca entre el 1948 i el 1978. Un dels que més èxit va obtenir a l'estat espanyol fou el Guzzino, comercialitzat allà amb el nom de "Guzzi 65".

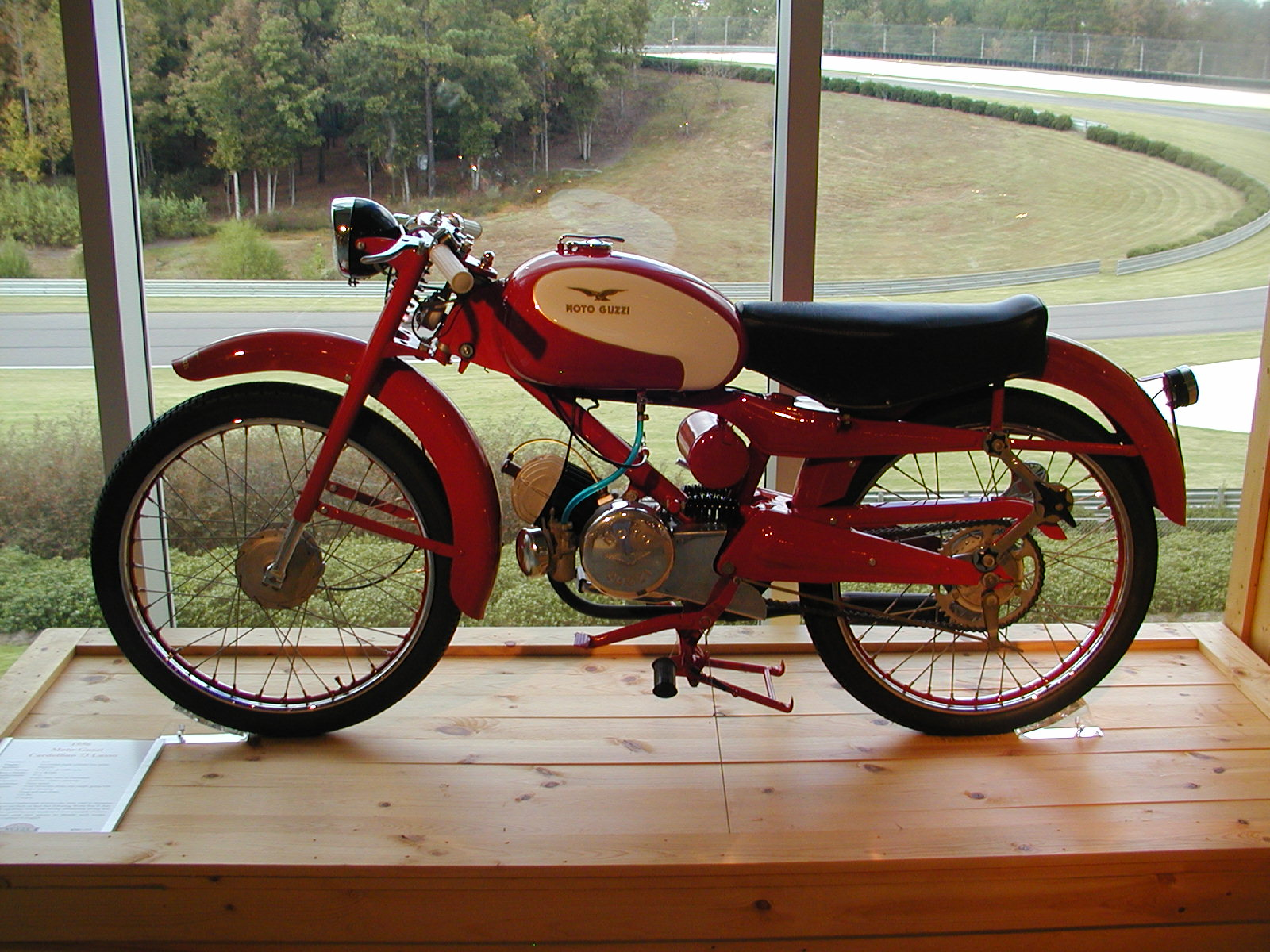
Moto Guzzi Cardellino (1954–1963), una evolució de la Motoleggera 65 de 1946

Un model que també es va vendre bé a Itàlia durant la postguerra fou l'escúter de quatre temps de 175 cc conegut com a "Galletto". Tot i ser models modestos per a l'empresa, les motos més lleugeres continuaren presentant la innovació i el compromís de Guzzi amb la qualitat. El Galletto, amb bastidor de "pas a través", presentava inicialment una configuració manual de tres velocitats (160 cc) amb accionament a pedal i després una de quatre velocitats (175 cc) des de finals de 1952. La cilindrada es va augmentar a 192 cc el 1954 i el 1961 se li va afegir arrencada elèctrica.
Moto Guzzi es va veure limitada en els seus esforços per penetrar en l'important mercat dels escúters a mesura que minvava la popularitat de les motocicletes després de la Segona Guerra Mundial. Els competidors italians del sector dels escúters no tolerarien la incursió de Moto Guzzi. Amb la innovació del primer escúter de rodes grans, Guzzi va competir menys directament amb els fabricants d'escúters de rodes petites com ara Piaggio (Vespa) i Lambretta. Per a il·lustrar el delicat equilibri del mercat italià de motos i escúters de la postguerra, quan Guzzi va desenvolupar el seu propi prototip per a un model de rodes petites, Lambretta va prendre represàlies amb el prototip d'una petita motocicleta V-twin que amenaçava de competir directament amb la gamma de Moto Guzzi. Les dues companyies es van comprometre: Guzzi no va produir mai el seu escúter de rodes petites i Lambretta no va fabricar mai la motocicleta. El tren motriu que Lambretta va fabricar pel seu prototip de moto de 1953 s'assembla notablement al conjunt V-twin + eix de transmissió que Guzzi va desenvolupar més de deu anys després i que es convertí en una icona de la companyia.
El 1964, l'empresa estava en plena crisi financera. Emanuele Parodi i el seu fill Giorgio s'havien mort, Carlo Guzzi s'havia retirat a la vida privada i la direcció va passar a Enrico Parodi, el germà de Giorgio. Carlo Guzzi es va morir el 3 de novembre de 1964, a Mandello, després d'una breu estada a l'hospital de Davos.

### 1967–1973 – L'època SEIMM

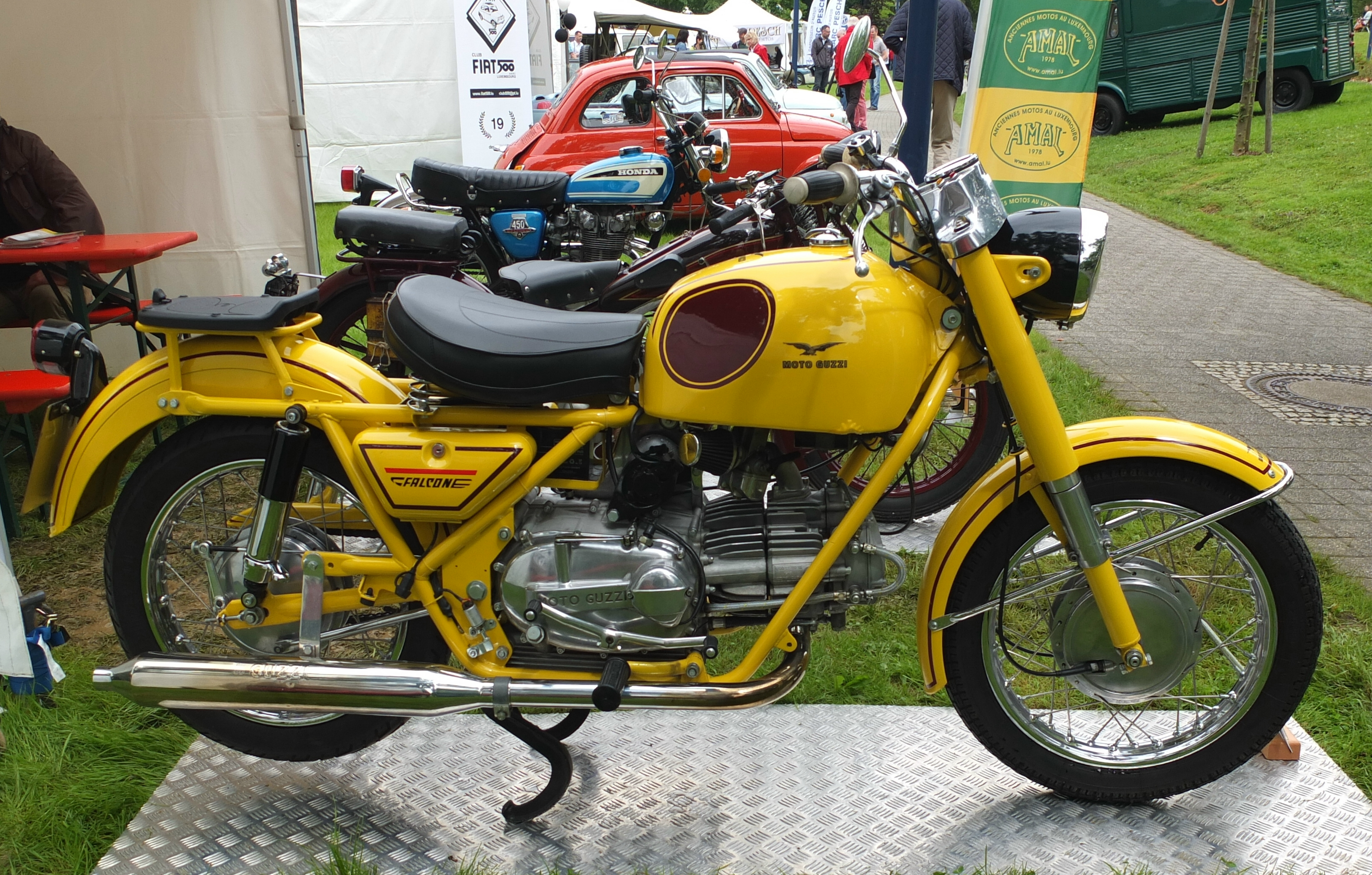
Una Falcone 500 de vora 1967, amb el clàssic monocilíndric horitzontal

El febrer de 1967, SEIMM (Società Esercizio Industrie Moto Meccaniche), un gestor controlat per l'estat, va prendre la propietat de Moto Guzzi. Sota la supervisió de SEIMM, Moto Guzzi s'adaptà a un canvi cultural allunyat de les grans motocicletes. La companyia es va centrar en els ciclomotors lleugers més populars, entre ells els models Dingo i Trotter, i la motocicleta Stornello de 125 cc. També durant l'etapa SEIMM, Guzzi va desenvolupar el motor V-twin de 90° V, dissenyat per Giulio Cesare Carcano, que esdevindria una icona de la marca.
Tot i que Moto Guzzi ha fet servir motors d'infinitat de configuracions, cap d'elles no ha arribat a simbolitzar l'empresa com el bicilíndric en V de 90° refrigerat per aire amb orientació longitudinal del cigonyal i les culates dels cilindres OHV transversals sobresortint de forma destacada a banda i banda de la moto. El V-twin original va ser dissenyat a començaments de la dècada del 1960 per l'enginyer Giulio Cesare Carcano, el creador de la GP 500 V8 DOHC. El seu nou motor va començar la seva vida amb una cilindrada de 700 cc i 45 CV, i havia estat dissenyat per a guanyar un concurs patrocinat pel govern italià per a una nova moto policial. El robust V-twin va guanyar, cosa que va permetre a Moto Guzzi de renovar la competitivitat.
La Moto Guzzi V7 de 1967, amb el motor Carcano original, s'ha desenvolupat des d'aleshores contínuament fins a arribar a les versions de 1.200 cc i 80 CV que s'oferien, per exemple, el 2006. Lino Tonti va redissenyar el motor de la V7 Sport de 1971 i aquella fou la base dels motors Guzzi de 750, 1.100 i 1.200 cc que s'empren actualment. El cigonyal longitudinal i l'orientació del motor creen un lleuger efecte giroscopi, amb un comportament lleugerament asimètric per torns.

La Moto Guzzi V7
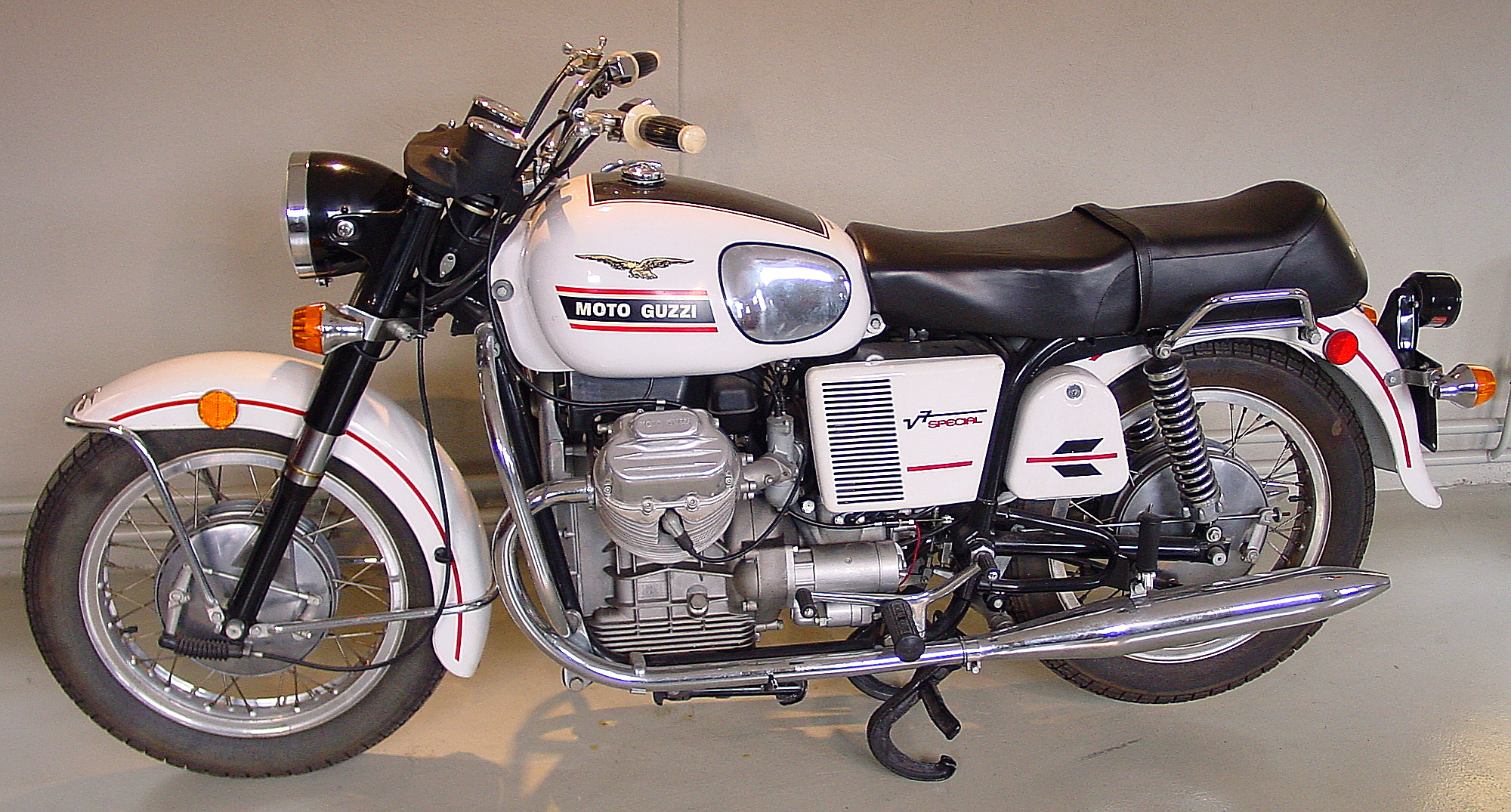
V7 Special (1969–76)
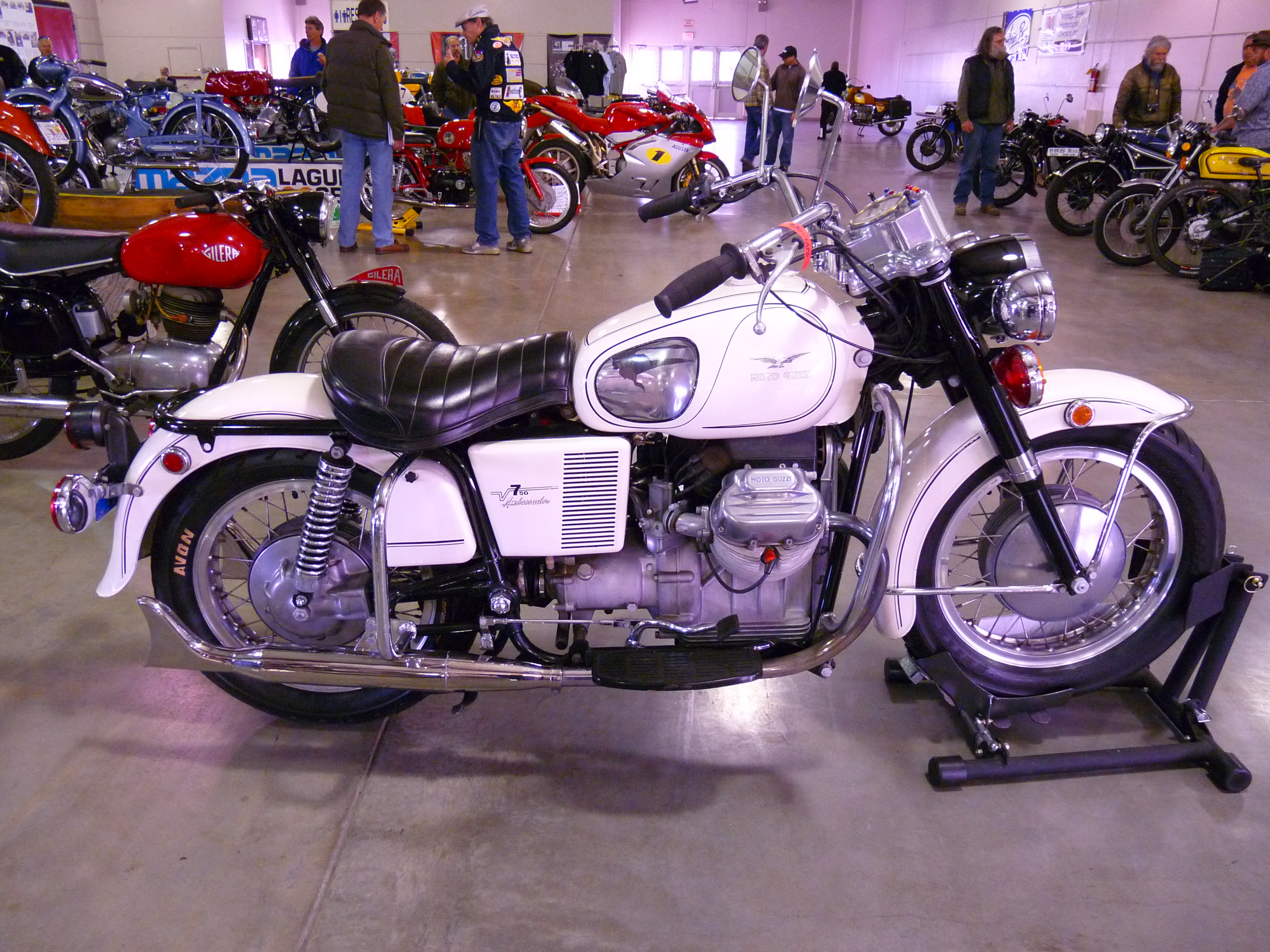
V7 Ambassador (1969-70)
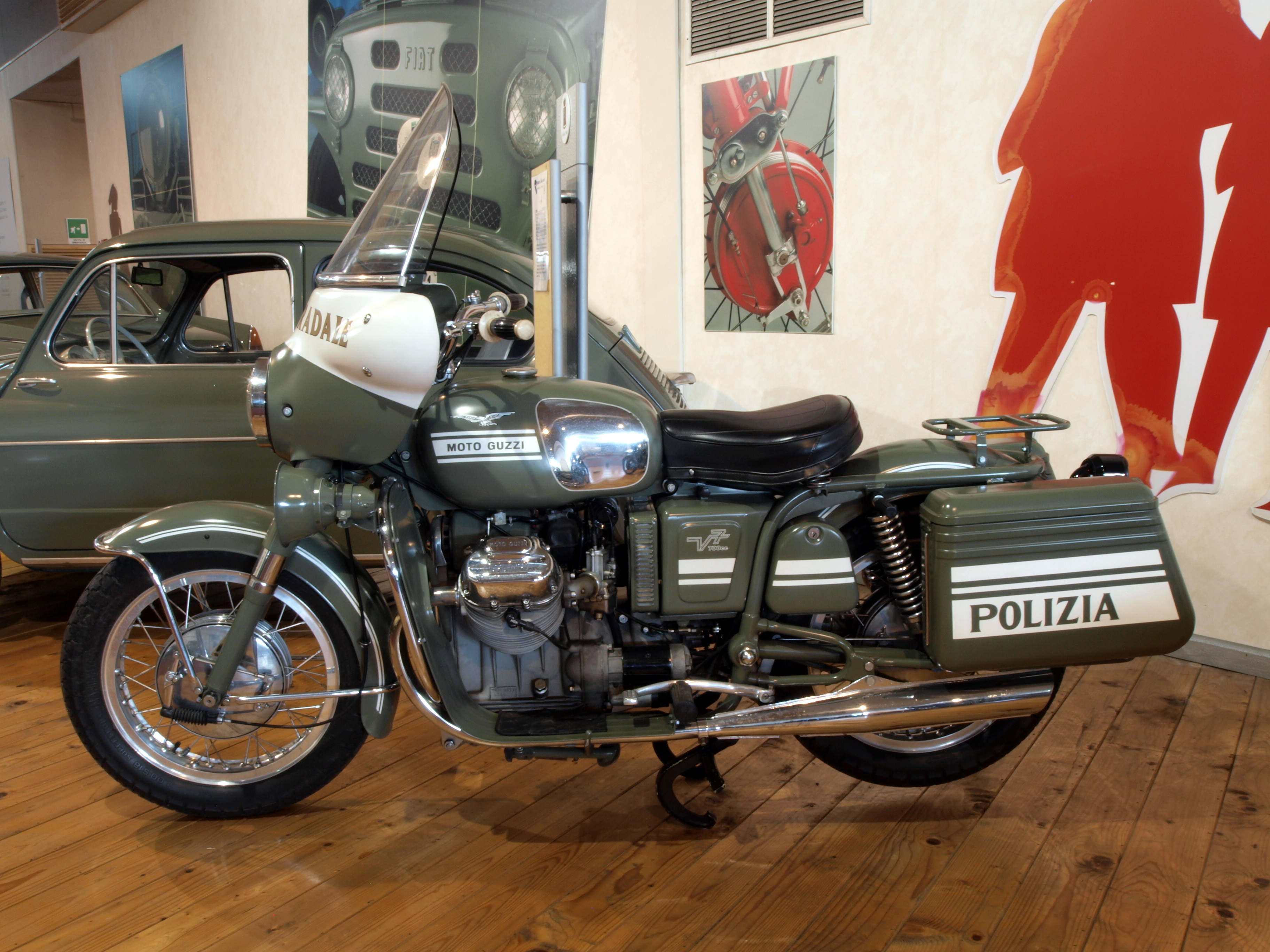
V7 700 "Polizia" de 1971
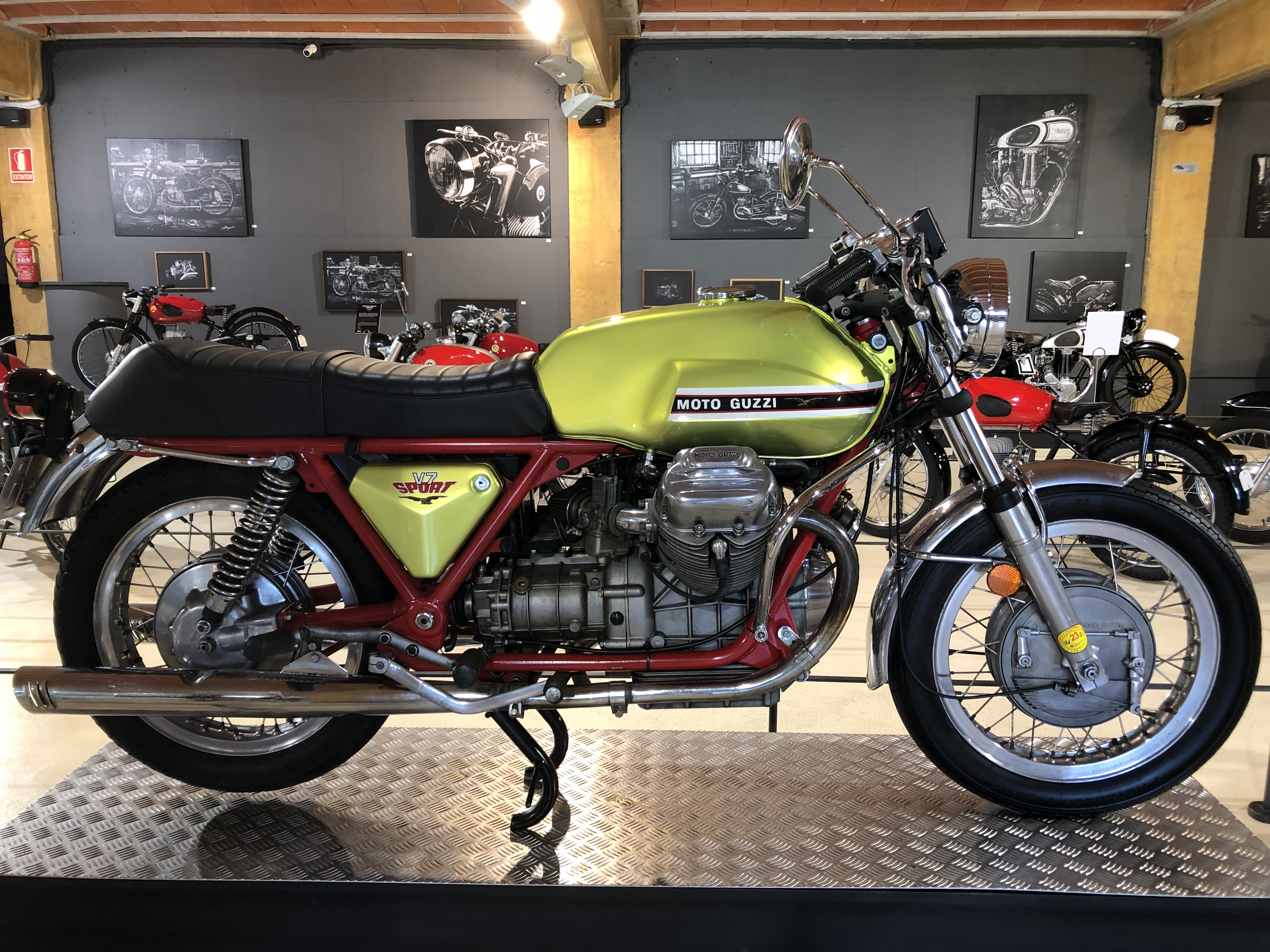
V7 Sport de 1971

### 1973–2000 – L'epoca De Tomaso
Després de patir dificultats financeres a finals dels seixanta, De Tomaso Industries Inc. (Grup DTI o DTI), fabricant dels automòbils esportius i de luxe De Tomaso i propietat de l'industrial argentí Alejandro de Tomaso, va comprar SEIMM (i per tant Moto Guzzi) juntament amb Benelli i Maserati el 1973. Sota la direcció de De Tomaso, Moto Guzzi va tornar a la rendibilitat, malgrat que altres informes suggereixen que després vingué un període d'inversió limitada a Moto Guzzi, atribuït al fet que DTI prioritzava financerament les seves empreses d'automoció.

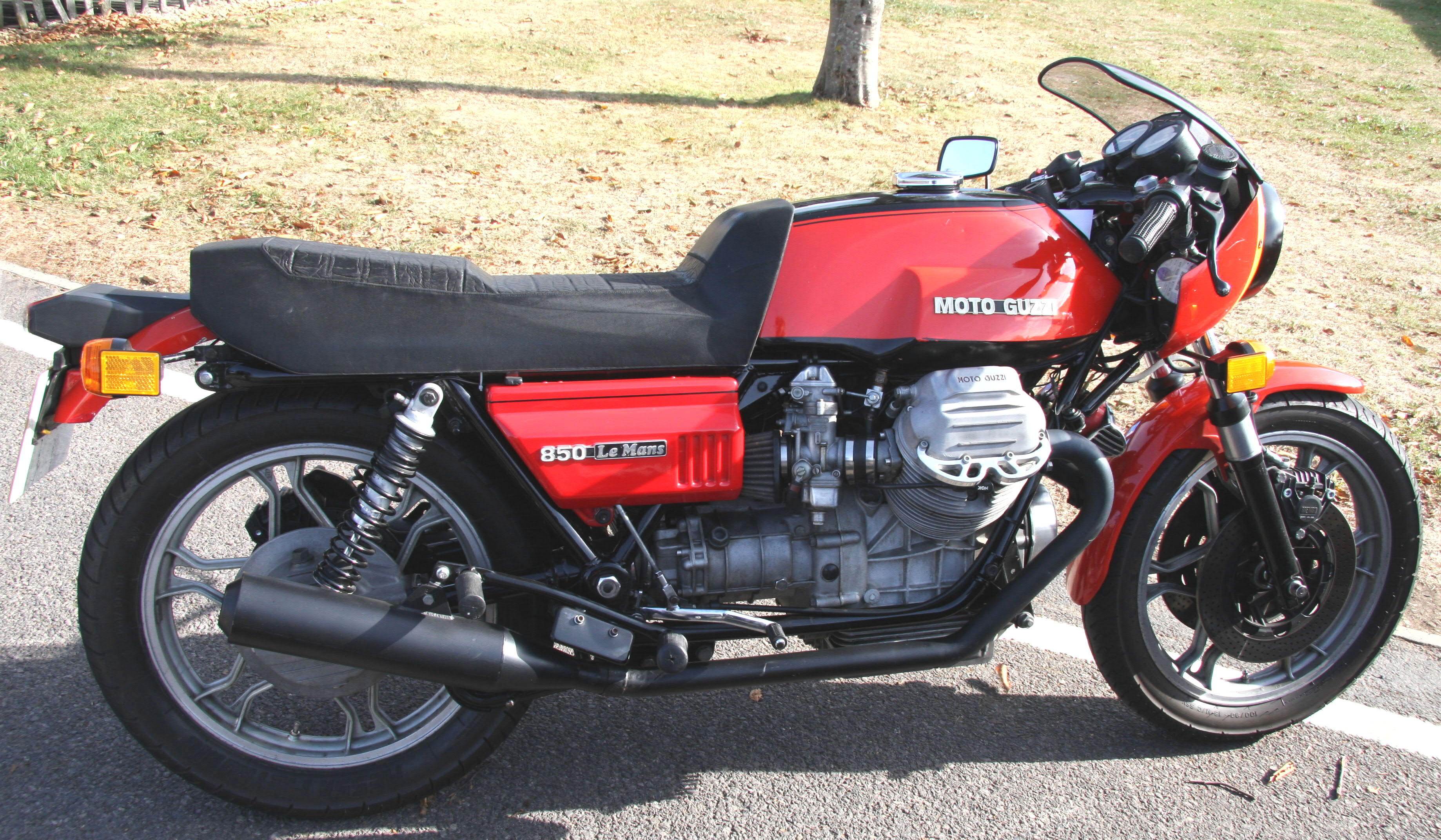
Moto Guzzi 850 Le Mans 2a Sèrie

El novembre de 1975, Guzzi va presentar la 850 Le Mans al Saló de Milà, un model que va ser descrit molt més tard com una "moto molt agressiva i atractiva". Actualment, les primeres versions, especialment la Sèrie 1, són considerades unes de les més icòniques i col·leccionables de totes les Guzzi Un èxit de màrqueting que competiria amb altres "superbikes" italianes, va generar quatre versions posteriors, des de la Mark II fins a la seva culminació en la dècada del 1990, la Mark V. El model inicial és conegut àmpliament però incorrecta com a Mark I, quan tècnicament s'anomenava, simplement, "850 Le Mans". El nom era un homenatge a la cursa de resistència de 24 hores a França.
La Mark I constà de dues sèries de producció amb lleugeres modificacions. La primera tirada, coneguda com a Sèrie 1, feia servir la llum de fre posterior CEV que muntaven moltes motos italianes de la dècada. Tot i que sovint s'afirma que se'n van fabricar menys de 2.000, Ian Falloon afirma que en varen ser 219 el 1975 i 2.532 més el 1976, tot i que és possible que algunes d'aquestes fossin motos de la Sèrie 2 construïdes a finals d'any. La sèrie 2 va superar les 4.000 unitats (2.548 el 1977 i 1.737 el 1978). Falloon dona una producció total de Mark I de 7.036 unitats.
La segona sèrie utilitzava una llum posterior i reflector rectangular de disseny De Tomaso i un parafang posterior modificat. Aquesta solució també es va muntar als models Mark II i SP. La llum posterior i el parafang suposaren el canvi més important entre les sèries 1 i 2, però altres modificacions foren la posterior inclusió d'un hodòmetre, forquilles negres en comptes de cromades, seient doble més generós que substituïa l'original (propens a partir-se), protectors del tub d'escapament i aixetes de combustible inferiors. El cost addicional, en comparació amb el model 850 T3, el motivaven els elements d'alt rendiment com ara pistons amb cúpula d'alta compressió, vàlvules d'admissió i d'escapament més grans i carburadors Dell'Orto de 36 mm amb trompetes d'admissió de plàstic gris sense filtre. La majoria de les Mk I eren de color vermell brillant, tot i que un nombre molt reduït es va pintar de blau "gel" metal·litzat. Un reduït nombre d'unitats de la Sèrie 2 eren de color blanc.

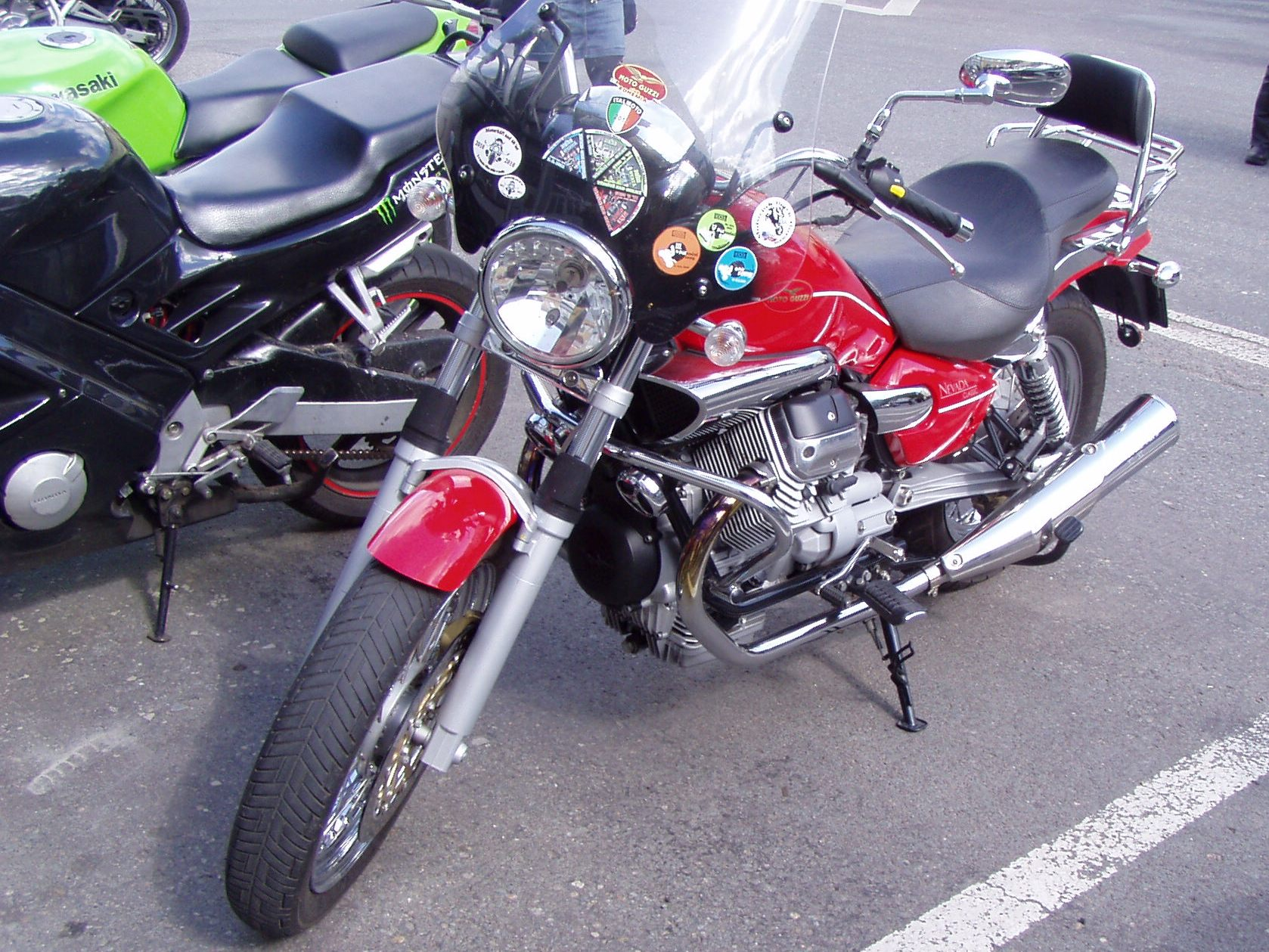
Moto Guzzi 750 Nevada Classic de 1991, una versió "custom" de la V35

El 1979 es va llançar el motor V35, una versió de bloc petit del V-twin refrigerat per aire dissenyada per l'enginyer Lino Tonti. Innovador al seu moment, el disseny presentava càrters dividits horitzontalment i culates Heron. La primera era una característica comuna del disseny de motocicletes japoneses contemporànies, mentre que la segona era àmpliament utilitzada en motors d'automòbils. Ambdues funcions en permetien una producció en sèrie més eficient i, a més, el disseny del motor i els components associats reduïen el pes de la Moto Guzzi V35 fins als 175 kg (mentre que la 850 T3 contemporània en pesava 249). La potència del V35 original, 35 CV, era competitiva entre els motors de cilindrada comparable de l'època; més tard, les versions més grans (V50, V65, V75) foren superades ràpidament pels motors refrigerats per aigua de la competència. Els models Breva i Nevada presenten actualment un motor descendent del V35 de Tonti: el V-twin de 750 cc de 48 CV. Amb la seva facilitat de manteniment, durabilitat i una corba de parell motor plana i uniforme, el disseny del motor continua sent adequat per al dia a dia del món real.
A mesura que Guzzi continuava desenvolupant el seu V-twin, la potència se'n va incrementar a mitjan dècada del 1980 quan l'empresa va crear versions de quatre vàlvules de la gamma de "bloc petit". D'aquests, el 650 i el 750 es van mesurar en 60 i 65 CV respectivament. La producció dels motors de quatre vàlvules de "bloc petit" es va acabar a finals dels vuitanta.
Moto Guzzi ha fet servir un sistema de fre hidràulic integrat, on el disc anterior dret funciona amb la palanca del manillar, mentre que l'esquerre i el disc posterior ho fan amb el pedal de fre.
La forquilla anterior de cartutx que s'utilitza a les motocicletes Guzzi dels darrers setanta i els vuitanta és un invent de la firma. En comptes de contenir l'oli d'amortiment a la forquilla, aquest es troba en un cartutx. L'oli de la forquilla només serveix per a la seva lubrificació.
Encara sota el paraigua de De Tomaso, el 1988, Benelli i SEIMM es van fusionar per a crear Guzzi Benelli Moto (G.B.M. S.p.A.). Durant aquest període, Moto Guzzi va existir com a entitat dins de G.B.M., propietat de De Tomaso, però el 1996 va celebrar el seu 75è aniversari i el retorn del seu nom a Moto Guzzi S.p.A. El 1996, De Tomaso es va convertir en Trident Rowan Group, també conegut com a TRG.

### 2000–2004 – L'etapa Aprilia
Sota la direcció d'Ivano Beggio, Aprilia S.p.A. va adquirir Moto Guzzi S.p.A. el 14 d'abril de 2000 per 65 milions de dòlars. Segons el comunicat de premsa original, la intenció era que Moto Guzzi romangués amb seu a Mandello del Lario i compartís les capacitats tecnològiques, d'R+D i recursos financers d'Aprilia. L'acord fou de curta durada, ja que la mateixa Aprilia va ensopegar econòmicament. Al mateix temps, Aprilia va intentar diversificar-se en altres àrees de fabricació, ja que les noves lleis italianes que exigien cascos per als motoristes i l'augment de les taxes d'assegurança per a motociclistes adolescents van afectar greument la rendibilitat de l'empresa. Malgrat tot, Aprilia havia invertit grans quantitats a renovar la fàbrica de Moto Guzzi a Mandello, reformes que finalment es van acabar. Ducati Motor Holding va tornar a fer una oferta per Moto Guzzi durant les dificultats financeres d'Aprilia, tal com ja havia fet abans, quan Aprilia havia comprat Moto Guzzi el 2000. Altres compradors potencials en varen ser Kymco i la filial de BRP Rotax (l'oferta més elevada fou la de Kymco).
La cadena de muntatge de Moto Guzzi va tancar un breu període al març del 2004, a causa de les dificultats econòmiques.

### 2004 en endavant – Piaggio

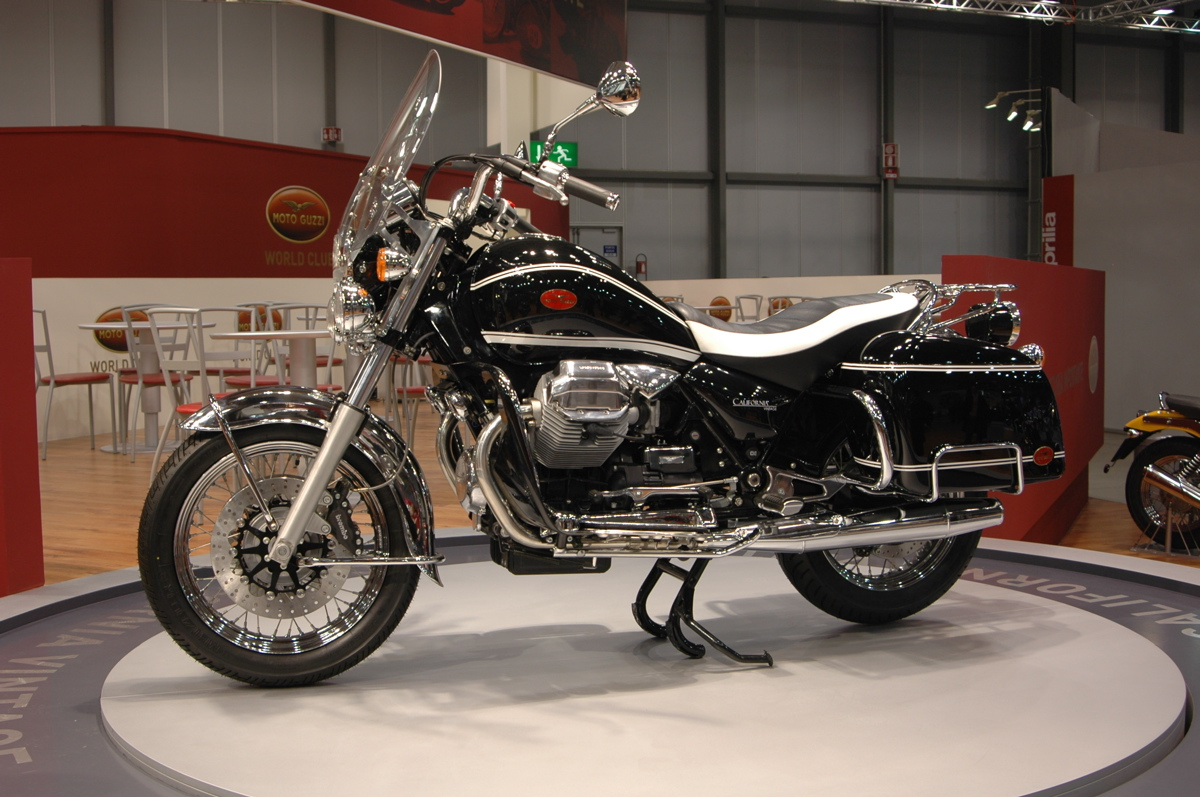
Una California Vintage de 2005

El 30 de desembre de 2004, Piaggio & C. S.p.A. va adquirir Aprilia. Moto Guzzi S.p.A. esdevingué oficialment un Unico Azionista de Piaggio, part d'Immsi S.p.A. Les posteriors inversions han permès el llançament d'una sèrie de nous models competitius en ràpida successió.
El novembre de 2007, Moto Guzzi va presentar la 2008 V7 Classic de temàtica retro al Saló de Milà. Estava disponible a Europa a mitjan 2008 i Moto Guzzi va anunciar plans a finals d'aquell any per posar-la a disposició dels clients nord-americans. La companyia ha començat a fer edicions limitades per a col·leccionistes de models originals de Guzzi.

## Personatges clau
Tot seguit es mostra una llista de les persones clau relacionades amb Moto Guzzi des del seu naixement.
Fundadors:

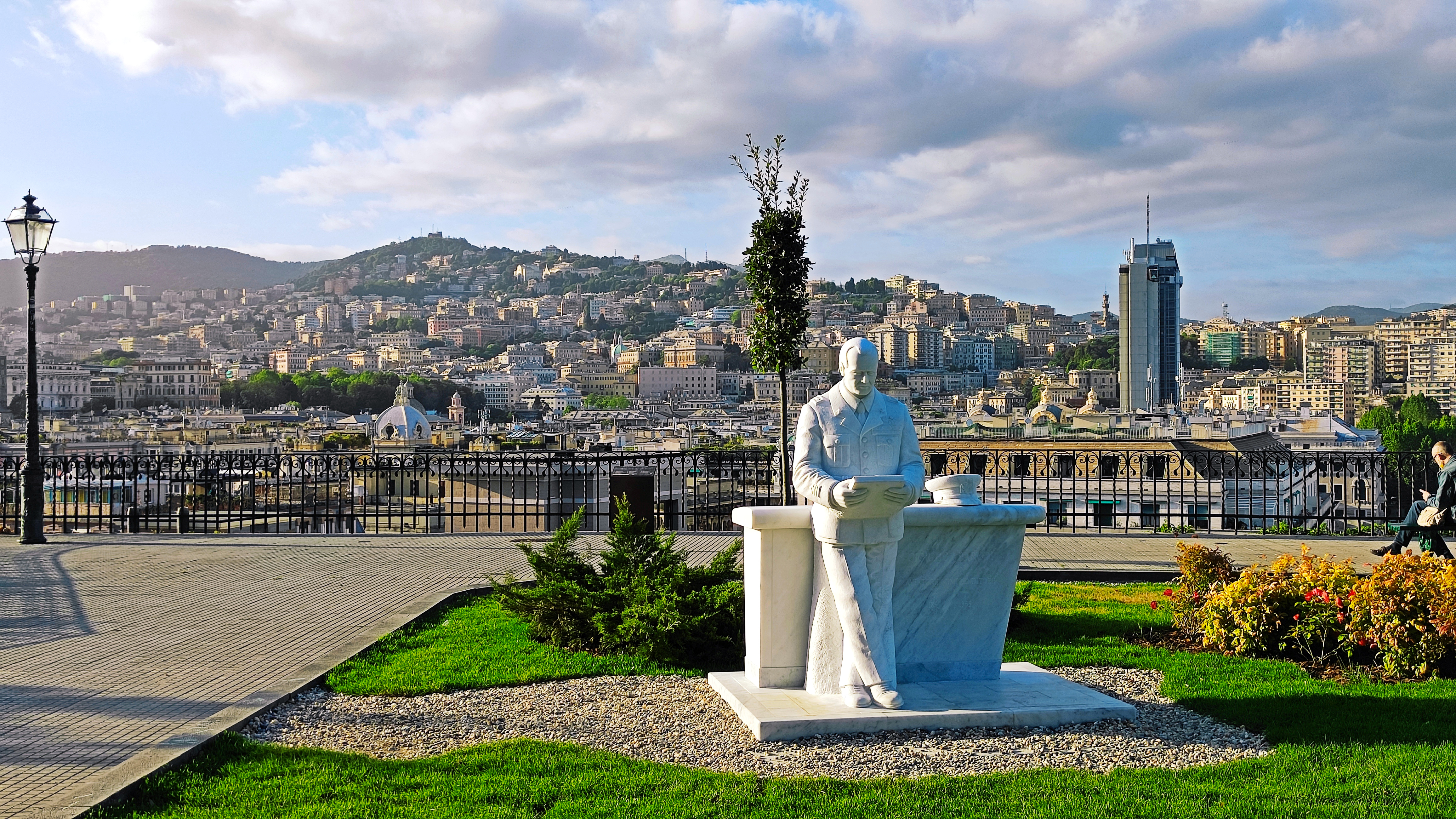
Monument a Giorgio Parodi a Gènova

- Carlo Guzzi (1889-1964): va concebre la marca amb Giovani Ravelli i Giorgio Parodi, tots tres membres de les forces aèries italianes. Es va morir el novembre de 1964 a 75 anys.
- Giorgio Parodi (1897–1955): pilot d'avions, el pare del qual va finançar l'empresa original.
- Giovanni Ravelli (mort el 1918): un dels tres amics originals que van imaginar una empresa que faria i vendria motocicletes —allò que després esdevingué Moto Guzzi— no va ser present al naixement formal de l'empresa el 1921, ja que es va morir en un accident aeri el 1918. Al moment en què va conèixer a Guzzi i Parodi ja s'havia consolidat com a pilot de motociclisme d'èxit i havia participat al TT de l'illa de Man amb una Premier 500.

Enginyers:
- Giulio Cesare Carcano: enginyer amb Guzzi del 1936 al 1966, inventor del motor DOHC V8 i del V-twin refrigerat per aire que es va convertir en sinònim de Moto Guzzi. Es va morir el setembre del 2005 després d'una segona carrera com a arquitecte naval, però va continuar al servei de Moto Guzzi fins a la seva jubilació.
- Umberto Todero: entrà a Moto Guzzi el 1939 i la seva carrera va abastar des dels temps dels fundadors originals, passant pels anys de SEIMM, De Tomaso i Aprilia fins a la propietat de Piaggio. Es va morir mentre encara treballava per a la companyia el febrer de 2005.
- Lino Tonti: enginyer, entrà a la companyia el 1967 per a substituir-hi Carcano i va desenvolupar la Moto Guzzi V7 Sport, la V50 de bloc petit i el "bastidor Tonti".

Pilots:

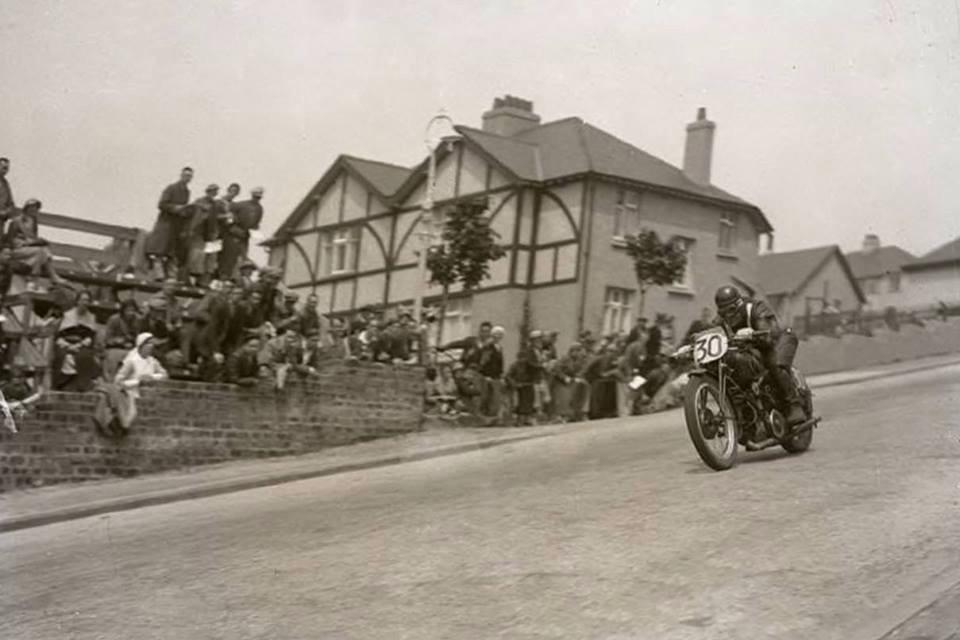
Stanley Woods amb la Moto Guzzi al TT de l'illa de Man de 1935

- Giuseppe Guzzi (14 d'agost de 1882 - 6 de juny de 1962): germà de Carlo, va conduir la famosa GT Norge al viatge al Cercle Polar Àrtic de 1928 per a provar la primera suspensió de motocicleta de basculant posterior.
- Stanley Woods: recordat pilot de motociclisme que va aconseguir amb les Moto Guzzi nombroses victòries al TT de l'illa de Man.
- Omobono Tenni: va aconseguir 47 victòries en competició per a Moto Guzzi entre el 1933 i el 1948.
- Bill Lomas: va guanyar el campionat del món de 350cc de 1955 i de 1956 per a Moto Guzzi, derrotant les motos pluricilíndriques amb la seva aerodinàmica monocilíndrica. El Museu Guzzi de Mandello té una secció dedicada als dos títols mundials de Lomas i també a les seves curses al manillar de la mítica Moto Guzzi Grand Prix 500 cc V8.
- John Wittner: dentista nord-americà, pilot i mecànic altament qualificat, artesà de la Daytona 1000 amb l'enginyer Umberto Todero.

## Innovacions tècniques

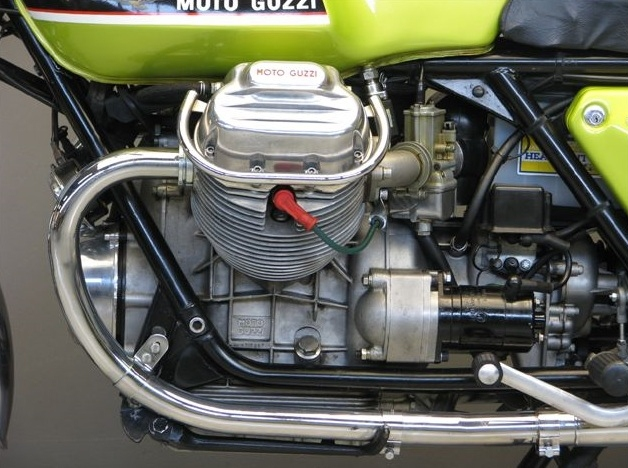
El característic motor V-twin de cilindres transversals de Moto Guzzi

Moto Guzzi ha estat des de sempre una empresa innovadora i amb forta personalitat. Entre les seves nombroses aportacions cal esmentar la fabricació de la primera motocicleta dotada de cavallet central, o el fet de ser la primera fàbrica de motocicletes a disposar d'un túnel de vent per als desenvolupaments aerodinàmics, o bé haver construït un motor V8 per a les seves motos de competició. Moto Guzzi va crear també la primera suspensió posterior de motocicleta amb braç basculant el 1928; va produir un vehicle híbrid entre motocicleta i camió, l'Ercole, el mateix any; el 1950 va desenvolupar els primers escúters de rodes altes i, el 2005, va crear un sistema de compensació de la transmissió, anomenat CARC (Cardano Reattivo Compatto), que millora el comportament del tren posterior.
L'empresa ha produït més de cinquanta models diferents des de la seva fundació, amb múltiples configuracions mecàniques (monocilíndrics horitzontals, bicilíndrics en V a 120°, tricilíndrics en parla·lel, tetracilíndrics en línia i altres). De fa molts anys, però, s'ha especialitzat en la fabricació de motocicletes dotades de motors bicilíndrics en V a 90°, amb el cigonyal orientat longitudinalment al sentit de marxa, cosa que deixa a cada costat de la moto un dels cilindres, en una configuració única i característica que ha esdevingut el major signe d'identitat de la marca.
Aquests motors s'han dedicat principalment a equipar les motocicletes fabricades per la mateixa Guzzi, però se n'han subministrat també a petits fabricants artesanals de motocicletes (com ara Magni i Ghezzi & Brian) i també en aplicacions, tant civils com militars, de la indústria aeronàutica.
Per altra banda és també molt remarcable una llarga tradició empresarial de fabricació de vehicles militars i policials pràcticament des de la seva fundació, de manera que nombrosos cossos policials, italians i d'altres països, duen motocicletes Guzzi. L'exèrcit italià ha fet servir també motocicletes d'aquesta marca en diverses etapes de la seva història.

### Suspensió basculant posterior
El 1928, els desplaçaments de llarga distància amb motocicleta estaven limitats per la manca de disseny d'una suspensió posterior efectiva. Fins aleshores, alguns dissenys alternatius sacrificaven la rigidesa de torsió, guanyant comoditat però comprometent greument la manejabilitat. Carlo Guzzi i el seu germà Giuseppe van dissenyar un "bastidor elàstic" fent servir una caixa de xapa d'acer que contenia quatre molles, juntament amb un braç basculant de tubs i xapa. La primera moto Moto Guzzi que va fer servir aquesta suspensió va rebre el nom de G.T. (de "Gran Turismo") i, per tal de provar la suspensió i guanyar publicitat per a Moto Guzzi, els germans van concebre un desafiant viatge de 6.400 km des de Mandello del Lario fins al Cap Nord, a Noruega. Tot i el mal estat de les carreteres europees en aquell moment, Giuseppe Guzzi va arribar al cercle polar àrtic en quatre setmanes. La suspensió posterior del bastidor elàstic es va introduir immediatament a les motos de producció, transformant la usabilitat de la motocicleta en una forma de transport quotidiana. El 2006, Moto Guzzi va reprendre el "raid" de 1928 per a presentar la Norge 1200 ("Norge" és "Noruega" en noruec).

### Híbrid motocicleta-camió
L'Ercole ("Hèrcules"), produïda el 1928, era capaç de suportar una càrrega de 363 kg. Entre 1928 i 1980, Guzzi va construir una gamma de "vehicles de mercaderies" en cilindrades que anaven des dels 50 fins als 500 cc.

### Escúter de rodes altes

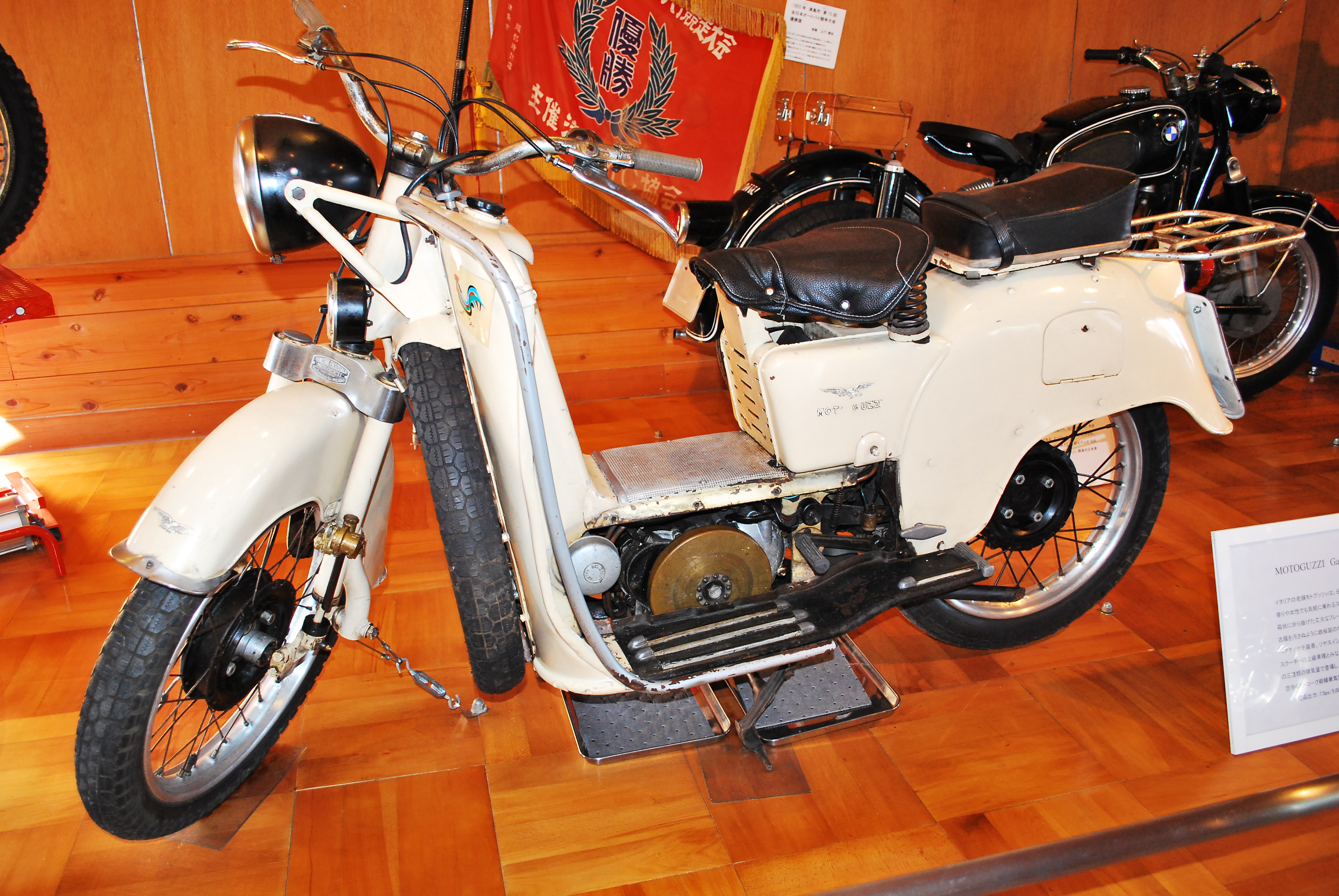
Moto Guzzi Galletto de 1954

Tot i que els criteris de disseny dels escúters han esdevingut cada cop més fluids, històricament un escúter duia rodes petites, especialment a la Itàlia de la postguerra (a causa de les enormes reserves de pneumàtics de tren d'aterratge d'avions de combat, esdevinguts inútils amb el final de la guerra i venuts com a excedent). La configuració, juntament amb un motor compacte, va permetre a l'escúter el seu disseny de bastidor de "pas a través".
Amb el llançament del Galletto 160 el 1950, Moto Guzzi va desenvolupar un escúter de rodes altes. Les rodes més grans i pesades proporcionaven una força giroscòpica més gran i, per tant, un major equilibri. Els escúters de rodes altes també van reduir la vulnerabilitat als sotracs. El Galletto no només oferia rodes més grans, sinó que portava la seva pròpia roda de recanvi.

### Túnel de vent per a motos

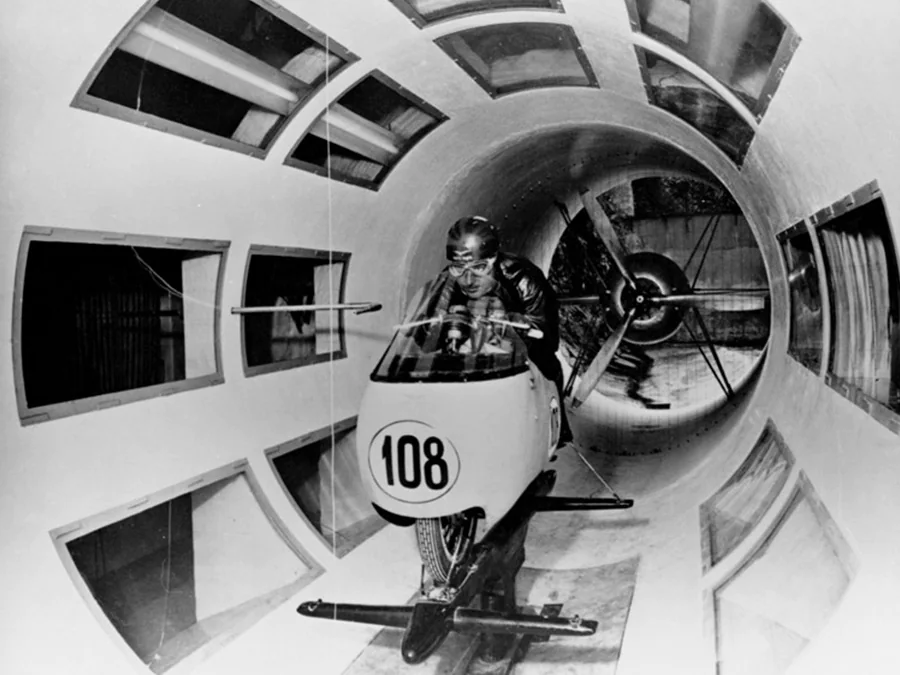
Vista interior del Túnel de Vent de Moto Guzzi a Mandello del Lario (ca. 1950)

El 1950, Moto Guzzi va crear el primer túnel de vent per a motocicletes, La Galleria del Vento, capaç de provar prototips 1:1 a les instal·lacions de Mandello del Lario, permetent així a la companyia comercialitzar un carenat integral. El túnel del vent va permetre als corredors imitar les condicions de conducció de la vida real i optimitzar els seients i la posició del cos a diferents velocitats de cursa, un avantatge sense precedents per a motos de competició i de producció. En el prototipatge de motocicletes, Moto Guzzi podia així refinar el flux d'aire al voltant de la motocicleta, desenvolupar un embolcall d'aire immòbil al voltant del pilot, reduir la zona frontal, optimitzar la penetració de l'aire i maximitzar l'estalvi de combustible.
El disseny del túnel de vent és una modificació del tipus de circuit obert Eiffel (una idea de Gustave Eiffel, el dissenyador de la torre Eiffel de París), que consta de tres seccions: l'aire s'aspira dins el "Conducte d'Aire" amb una obertura de 8,2 m, la velocitat de l'aire augmenta a mesura que passa a través de diàmetres cada vegada més petits fins a arribar a la velocitat màxima del vent a la "Cambra de prova", amb un diàmetre de 2,6 m, i finalment s'expulsa pel conducte "Sortida/Descàrrega" que conté el mecanisme del ventilador: una hèlix de velocitat variable de tres pales accionada per un motor elèctric de 310 CV (231 kW).
Situada fora de la cambra de proves adjacent a la secció central, una sala de control allotja els controls del mecanisme del ventilador i els instruments de mesura. Fora de la cambra hi ha un gran esfera "Scala Convenzionale" ("escala convencional") per a indicar el grau variable de resistència que ofereix la motocicleta (i el pilot) al flux de l'aire. Al voltant de la circumferència del dial, uns llums vermells a cada grau proporcionen un indicador visual al pilot i al personal de proves. Aquesta gran escala roman visible per al pilot al túnel durant les proves i aquest, recol·locant-se sobre la moto, pot determinar la resistència canviant i òptima. Una segona eina de mesura era un micro-manòmetre ple d'alcohol connectat a un tub Pitot situat en un angle de 90 graus respecte al flux d'aire del túnel.
Es desconeix fins a quin punt es fa servir actualment el túnel de vent. En un comunicat de premsa de desembre del 2005 sobre la Norge 1200 s'hi deia que la moto havia estat "provada a fons" al túnel de vent de Mandello. Aprilia, una empresa del mateix grup que Moto Guzzi, manté una relació amb el programa d'aerodinàmica de la Universitat de Perusa, on les simulacions per ordinador combinades amb proves pràctiques (realitzades en túnels més petits amb models a escala) poden proporcionar de manera més efectiva i econòmica proves i informació precises.

### Primer motor de motocicleta V8

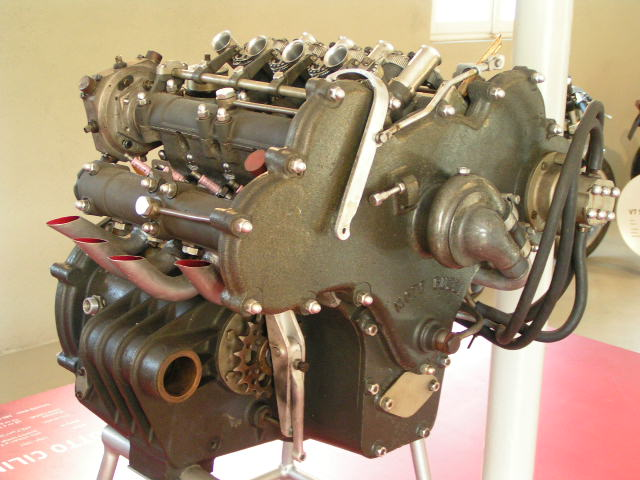
El V8 DOHC al Museu Moto Guzzi

La Moto Guzzi GP V8, presentada el 1955, era una motocicleta de velocitat de 500 cc equipada amb un motor V8 que feia servir doble arbre de lleves (DOHC). El motor va ser concebut per Giulio Carcano, Enrico Cantoni, Umberto Todero, Ken Kavanagh i Fergus Anderson just després del Gran Premi de Monza de 1954 i dissenyat pel Dr. Carcano. El diàmetre i la carrera del motor eren de 44,0 × 40,5 mm: hi havia dues vàlvules per cilindre. La potència era de 80 CV a 12.000 rpm, aproximadament de 10 a 15 CV més que les MV Agusta i Gilera de quatre cilindres rivals.
El motor i la moto no tenien precedents. La motocicleta va demostrar ser capaç d'aconseguir 280 km/h, trenta anys abans que es tornés a assolir aquesta velocitat a les curses de motos en Gran Premi. Malgrat tot, l'Otto Cilindri resultava difícil de pilotar, a més de ser complexa i cara de construir i mantenir (les motocicletes patien ruptures de cigonyal, s'escalfaven i es "gripaven"), a més del perill que la moto representava per als propis corredors. El 1957 n'hi havia dues unitats disponibles i ningú no estava disposat a fer córrer la moto sense més desenvolupament, de manera que el model va ser retirat.

### CARC

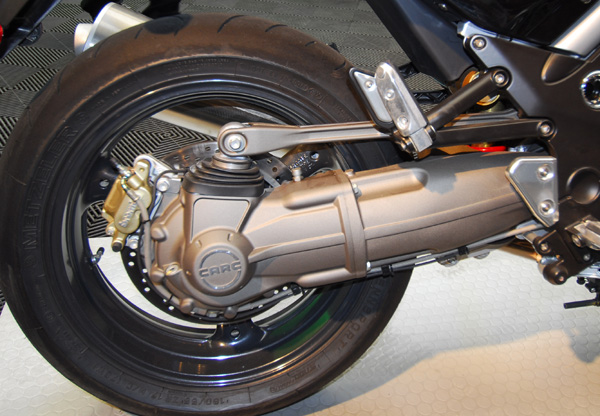
El CARC en una Moto Guzzi Griso 1100 del 2006

Per damunt d'un cert nivell de potència, les forces en acció de l'eix de transmissió poden alterar greument la suspensió d'una motocicleta (especialment a l'hora de l'acceleració), un fenomen anomenat en anglès "shaft jacking" ("alçament de l'eix"). Moto Guzzi va presentar el seu primer sistema anti-jacking el 1993 amb la Daytona i va desenvolupar aquest disseny a la V11 Sport del 2005. Més tard, Guzzi va presentar el seu sistema CARC (Cardano Reattivo Compatto), el qual emula el disseny Paralever de BMW i compleix la mateixa funció. Kawasaki va incorporar el seu sistema Tetra-lever per motius semblants a la Kawasaki Concours 14 (o 1400 GTR). Arturo Magni (1925-2015) havia venut un kit de suspensió posterior anomenat "parallelogrammo" a començaments dels vuitanta per a resoldre problemes anti-parell similars.
Els models Breva 1100, Norge, Bellagio, Stelvio i 1200 Sport de Moto Guzzi disposen del sistema de basculant posterior patentat per l'empresa i comercialitzat com a Compact Reactive Shaft Drive (conegut també com a Ca. R.C. o CARC), llançat amb la Breva 1100 el 2005. El sistema separa la reacció de parell motor de la transmissió final de l'eix de la suspensió mitjançant braços de parell flotants i, per tant, elimina la brusquedat típica dels sistemes d'acció de l'eix en fase d'acceleració o d'alliberament de l'accelerador, cosa que proporciona un sistema de transmissió tranquil, fiable i de baix manteniment. Els experts han observat un excel·lent rendiment de frenada i una suavitat del tren motriu atribuïble al sistema CARC.
Els models Breva 750, Nevada 750 i California Vintage de Moto Guzzi són per sota del llindar de potència que requereix un sistema d'eix de transmissió anti-jacking.

## Producció
Els inicis de l'empresa sota els auspicis de l'aviació expliquen per què a molts models inicials de Moto Guzzi se'ls va donar el nom d'ocells, tal com feien els fabricants d'avions d'entreguerres. Com a exemples hi ha entre d'altres les 500 Falcone i Condor, la 250 de competició Albatros, el model de carretera Airone ("agró"), l'escúter Galletto ("pollastre") i el petit ciclomotor Cardellino ("cadernera").
Guzzi ha fabricat diverses motocicletes històriques de competició i militars. El patrimoni històric de les curses queda reflectit especialment en la gamma de models Le Mans, encara avui considerada una obra mestra d'estil i un exemple del disseny de motocicletes com a forma d'art.
Al llarg de diversos períodes de la seva història, Moto Guzzi ha produït models específics per a forces militars i policials. La policia i l'exèrcit italians i diversos departaments de policia nord-americans (per exemple, el LAPD de Los Angeles) han utilitzat motos Guzzi a les seves flotes. Actualment, Guzzi comercialitza més sovint versions policials de la gamma Breva (els tres models), així com la Norge per a la policia de Berlín.

### Llista de models destacats
La llista recull els models més significatius de la marca al llarg de la seva història, ordenats per ordre de llançament.
| Nom                   | Cilindrada | De   | A    |
| --------------------- | ---------- | ---- | ---- |
| Normale               | 498,4 cc   | 1921 | 1924 |
| Sport 15              | 498,4 cc   | 1923 | 1928 |
| GT "Norge"            | 498,4 cc   | 1928 | 1930 |
| Sport 14              | 498,4 cc   | 1929 | 1930 |
| Sport 15              | 498,4 cc   | 1931 | 1939 |
| GT 17 500 cc          | 499 cc     | 1932 | 1939 |
| GTS                   | 498,4 cc   | 1934 | 1940 |
| Alce                  | 498,4 cc   | 1939 | 1945 |
| Airone                | 246 cc     | 1939 | 1957 |
| Dondolino 500 cc      | 499 cc     | 1946 | 1951 |
| Motoleggera 65 cc     | 64 cc      | 1946 | 1954 |
| Astore                | 498,4 cc   | 1949 | 1953 |
| Falcone               | 498,4 cc   | 1950 | 1967 |
| Galletto 160 cc       | 159,5 cc   | 1950 | 1952 |
| Galletto 175 cc       | 175 cc     | 1952 | 1954 |
| Galletto 192 cc       | 192 cc     | 1954 | 1966 |
| Cardellino 73 cc      | 73 cc      | 1956 | 1965 |
| Zigolo                | 98 cc      | 1953 | 1966 |
| Zigolo 110            | 110 cc     | 1959 | 1966 |
| Lodola Sport          | 175 cc     | 1956 | 1966 |
| Stornello 125 cc      | 123,1 cc   | 1960 | 1975 |
| Dingo 3 marce         | 48,89 cc   | 1963 | 1976 |
| Dingo 4 marce         | 48,89 cc   | 1963 | 1976 |
| Dingo M               | 50 cc      | 1969 | 1972 |
| Dingo MM              | 50 cc      | 1973 | 1974 |
| Dingo Sport           | 49 cc      | 1963 | 1966 |
| Dingo Super Sport     | 49 cc      | 1963 | 1967 |
| Dingo GT              | 49 cc      | 1967 | 1969 |
| Dingo Super 3v        | 49 cc      | 1966 | 1967 |
| Dingo Super 4v        | 49 cc      | 1968 | 1969 |
| Dingo Cross           | 49 cc      | 1967 | 1969 |
| Dingo Cross nuovo     | 49 cc      | 1970 | 1974 |
| Dingo-3V              | 50 cc      | 1974 | 1975 |
| Trotter Special M     | 48,89 cc   | 1966 | 1973 |
| V7 700cc              | 703,72 cc  | 1967 | 1977 |
| V7 Special 750        | 757,49 cc  | 1968 | 1974 |
| V7 750 Sport          | 748,39 cc  | 1971 | 1973 |
| 850 GT                | 844 cc     | 1972 | 1974 |
| 850 California        | 844 cc     | 1974 | 1975 |
| Nuovo Falcone 500     | 499 cc     | 1971 | 1976 |
| V850 Le Mans          | 844,05 cc  | 1975 | 1980 |
| V850 T3               | 844,05 cc  | 1975 | 1979 |
| 1000 SP               | 948,8 cc   | 1977 | 1985 |
| V50                   | 490,29 cc  | 1977 | 1979 |
| V35                   | 346,2 cc   | 1977 | 1980 |
| V1000 Idroconvert     | 948,8 cc   | 1971 | 1980 |
| V1000 G5              | 948.8 cc   | 1979 | 1985 |
| V50 Monza             | 490,29 cc  | 1980 | 1985 |
| Le Mans III           | 844 cc     | 1980 | 1985 |
| California II         | 948,8 cc   | 1981 | 1987 |
| V65                   | 643,4 cc   | 1982 | 1987 |
| Ts 250                | 232 cc     | 1977 | 1980 |
| V35 Custom            | 346,2 cc   | 1982 | 1987 |
| 850 T5                | 844,05 cc  | 1983 | 1987 |
| V65 Lario             | 643,4 cc   | 1984 | 1989 |
| Le Mans 1000          | 948,8 cc   | 1984 | 1988 |
| California III        | 948,8 cc   | 1987 | 1993 |
| 1000 GT               | 949 cc     | 1987 | 1993 |
| Nevada 350            | 346,2 cc   | 1991 | 2001 |
| Daytona 1000 IE       | 992 cc     | 1992 | 1999 |
| 1100 Sport            | 1.064 cc   | 1994 | 2000 |
| V10 Centauro          | 992 cc     | 1996 | 2001 |
| Quota 1000            | 992 cc     | 1992 | 1997 |
| Quota 1100 ES         | 1.064 cc   | 1998 | 2001 |
| V11 Sport/V11 Le Mans | 1.064 cc   | 1998 | 2006 |

### Gamma actual

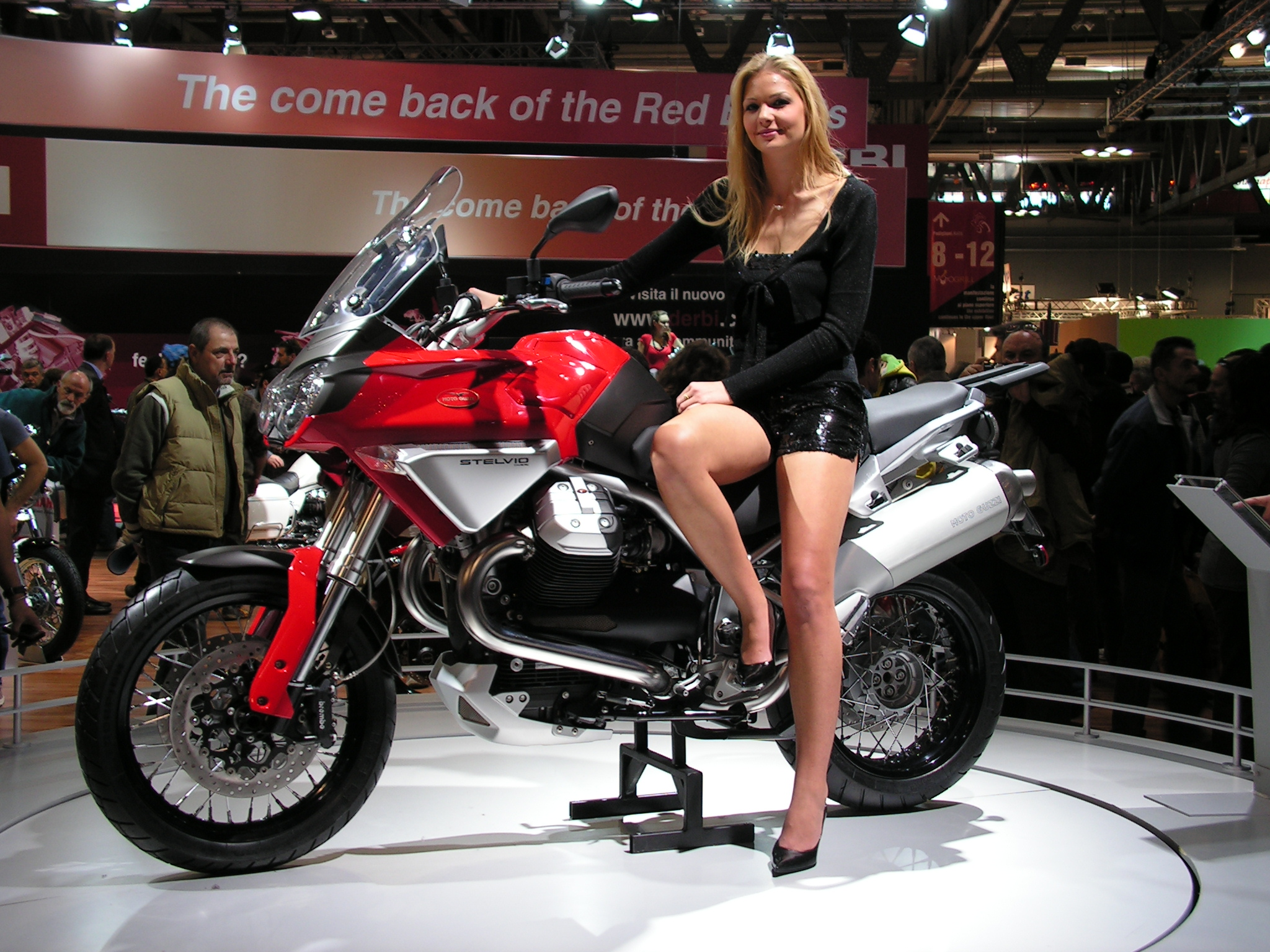
Una Moto Guzzi Stelvio del 2007

Els models de Moto Guzzi actuals són la MGX-21, la V7 III, la V9, la "cruiser" California 1400, l'híbrida esportiva/estàndard Griso 1200, l'Eldorado i l'Audace. Entre els models recents hi ha la Norge 1200 de turisme esportiu/GT, la Stelvio "dualsport", les esportives 1200 Sport i MGS-01 Corsa, les Breva (750, 1100 i 1200), la Nevada i la Bellagio.
El 2019, Guzzi va llançar la V85 TT Adventure, que es presenta en dues variants; una versió de carrer per a desplaçaments urbans i per carretera i una altra d'estil "ral·li" amb un enfocament més fora d'asfalt.

### Xifres de producció
Unitats produïdes per any:
- 1929: 2.500
- 1971: 46.487 (màxim històric)[7]
- 1993: 3.274 (mínim històric)[7]
- 1994: 4.300 (aprox.)[7]
- 1997: 5.600 (aprox.)[7]
- 1998: 5.647[30]
- 1999: 6.275[7]
- 2004: menys de 4.000[31]
- 2005: menys de 5.000[32]
- 2006: més de 10.000[31]
- 2011: 5.763[33]
- 2012: 6.664[34]
- 2013: 6.800[35]

## Competició

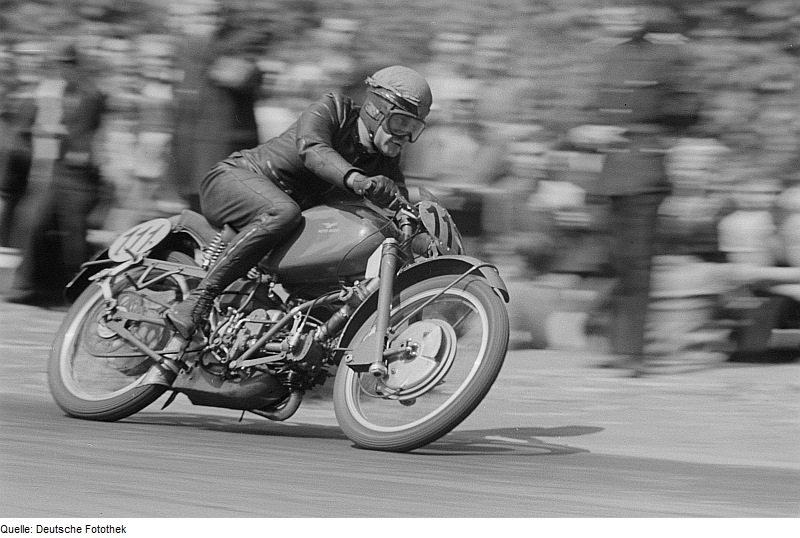
Un pilot amb una Moto Guzzi Gambalunghino en una cursa a Leipzig el 1953

Tot i que les seves motocicletes de producció van romandre relativament clàssiques (amb l'excepció, el 1932, d'un model de 500 cc de tres cilindres horitzontals), Moto Guzzi va mostrar una intensa activitat en competició, creant, amb aquest propòsit, el primer túnel de vent mai utilitzat per a motocicletes el 1950. La llegenda diu que aquest túnel de vent (encara pràcticament operatiu però amb prohibició d'utilitzar-lo) només es podia fer servir de nit per tal de no deixar tota la ciutat sense llum.
Ja a la dècada del 1930, Guzzi començà a competir a escala internacional, inclòs el TT de l'Illa de Man. La firma va aconseguir superar la indústria motociclista britànica, llavors dominant, primer contractant pilots com ara Stanley Woods i després confiant la seva 250 Albatros de fàbrica a Omobono Tenni, un pilot amb talent que va derrotar els seus rivals britànics al TT de 1937. Aquella victòria el va convertir en l'ídol d'Itàlia i la premsa del règim de Mussolini va explotar l'èxit amb finalitats propagandístiques.
Per bé que en competició s'utilitzaven monocilíndriques horitzontals, hi havia models de 250, 350 o 500 cc equipats amb arbres de lleves simples (OHC o SOHC) o dobles (DOHC), amb dues o quatre vàlvules, ajudades de vegades per compressors volumètrics. Moto Guzzi va adoptar també solucions molt diferents als seus motors, amb un tretracilíndric transversal refrigerat per aigua (1931), un tricilíndric transversal DOHC (1932), un V-twin transversal OHC (1933), un bicilíndric paral·lel horitzontal DOHC (1947), un tetracilíndric longitudinal refrigerat per aigua (1952) i, especialment, l'únic V8 mai dissenyat per a una moto, el de la Moto Guzzi Ottocilindri de 1955, just abans de la retirada de Moto Guzzi de la competició. Aquesta inquietud tecnològica permet classificar Moto Guzzi entre els fabricants més prolífics que han existit mai.
La intensa activitat de Moto Guzzi en el món de la competició li reportà nombrosos títols mundials, europeus i nacionals, així com diverses victòries en Grans Premis i al TT de l'illa de Man. La marca suma 3.329 victòries en cursa, és a dir, gairebé cent per any entre el 1921, en què es va fundar, i el 1957, en què es va retirar de les competicions.
A començaments del segle xx, Moto Guzzi tornà temporalment a la competició amb èxit gràcies al nou model MGS-01 Corsa pilotat per Gianfranco Guareschi. El 2006, l'italià hi guanyà la cursa de la categoria Fórmula 1 a la Battle of Twins (BOT) de Daytona i el Super Twin d'Itàlia. El 2007, Guareschi tornà a guanyar, davant de 40.000 espectadors, la Daytona BOT en la categoria Fórmula 1.

### Models de competició destacats
- C 4V (500cc), 1924-1927
- 250cc SS, 1928-1933
- 250cc Compressore, 1938
- Albatros (250cc), 1928-1933
- Bicilindrica (500cc), 1933-1951
- Condor (500cc), 1939-1948
- Dondolino (500cc), 1946-1951
- Gambalunga (500cc), 1946-1951
- Gambalunghino (250cc), 1949-1952
- Quattro Cilindri (500cc), 1952-1954
- Bialbero (250cc), 1953-1955
- Bialbero (350cc), 1954-1957
- Otto Cilindri (500cc), 1955-1957
- MGS-01 Corsa (1.225 cc), 2004

### Palmarès

#### Campionat d'Europa
Als primers Campionats d'Europa, organitzats per la FICM, Moto Guzzi hi obtingué diversos èxits. Aquests són els campions d'Europa que aconseguiren el títol amb la marca italiana:
| Any  | Classe  | Campió                       |
| ---- | ------- | ---------------------------- |
| 1924 | 500cc   | Guido Mentasti               |
| 1932 | 250cc   | Riccardo Brusi               |
| 1937 | 250cc   | Omobono Tenni                |
| 1947 | Sidecar | Luigi Cavanna, Paolo Cavanna |
| 1947 | 250cc   | Bruno Francisci              |
| 1947 | 500cc   | Omobono Tenni                |
| 1948 | 250cc   | Maurice Cann                 |
| 1948 | 500cc   | Enrico Lorenzetti            |

#### Mundial de velocitat

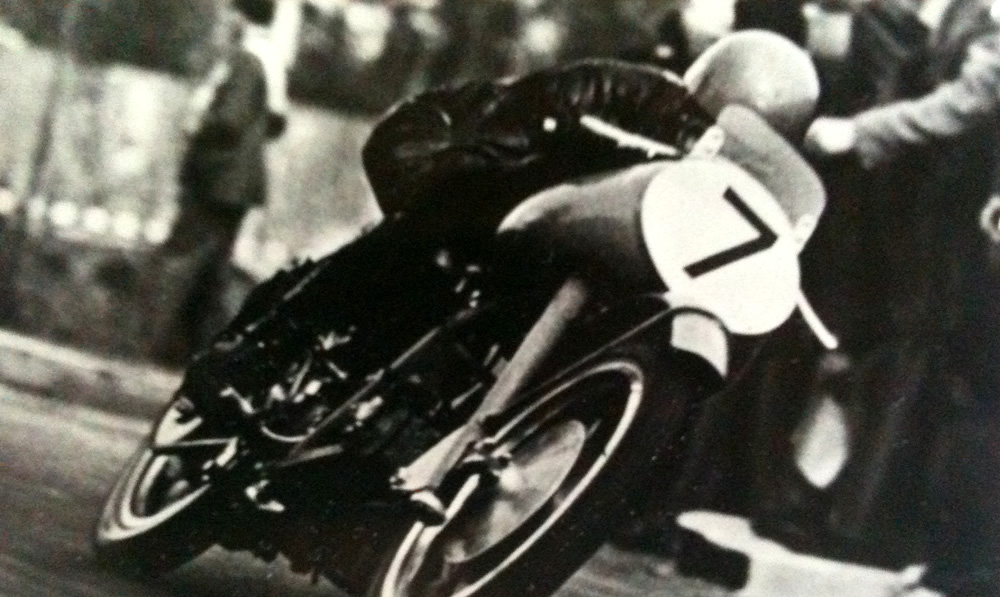
Enrico Lorenzetti amb la Moto Guzzi 250 "Gambalunghino" el 1952

Al llarg de la seva història, Moto Guzzi aconseguí 8 campionats del món de pilots i 6 de constructors
| Any  | 250cc             | 350cc           | Constructors |
| ---- | ----------------- | --------------- | ------------ |
| 1949 | Bruno Ruffo       |                 | 250cc        |
|      |                   |                 |              |
| 1951 | Bruno Ruffo       |                 | 250cc        |
| 1952 | Enrico Lorenzetti |                 | 250cc        |
| 1953 |                   | Fergus Anderson | 350cc        |
| 1954 |                   | Fergus Anderson | 350cc        |
| 1955 |                   | Bill Lomas      | 350cc        |
| 1956 |                   | Bill Lomas      | 350cc        |
| 1957 |                   | Keith Campbell  |              |

Notes
1. ↑  7 Moto Guzzi entre els 10 primers
2. ↑  8 Moto Guzzi entre els 10 primers
3. ↑  7 Moto Guzzi entre els 10 primers
4. ↑  Els títols mundials de constructors de 1954 no van ser reconeguts per la FIM a causa d'un conflicte amb els fabricants.

#### Tourist Trophy

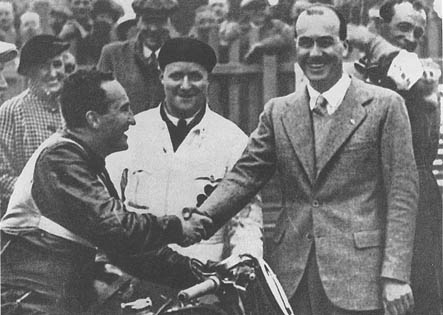
Giorgio Parodi felicitant el vencedor Stanley Woods a l'illa de Man el 1935

Moto Guzzi va aconseguir 12 victòries al TT de l'illa de Man, de vegades en més d'una cilindrada al mateix any.
| Any  | Classe | Guanyador          |
| ---- | ------ | ------------------ |
| 1935 | 250cc  | Stanley Woods      |
| 1935 | 500cc  | Stanley Woods      |
|      |        |                    |
| 1937 | 250cc  | Omobono Tenni      |
|      |        |                    |
| 1947 | 250cc  | Manliff Barrington |
| 1948 | 250cc  | Maurice Cann       |
| 1949 | 250cc  | Manliff Barrington |
|      |        |                    |
| 1951 | 250cc  | Tommy Wood         |
| 1952 | 250cc  | Fergus Anderson    |
| 1953 | 250cc  | Fergus Anderson    |
|      |        |                    |
| 1955 | 250cc  | Bill Lomas         |
| 1955 | 350cc  | Bill Lomas         |
| 1956 | 350cc  | Ken Kavanagh       |

## Fàbrica, seu central i museu

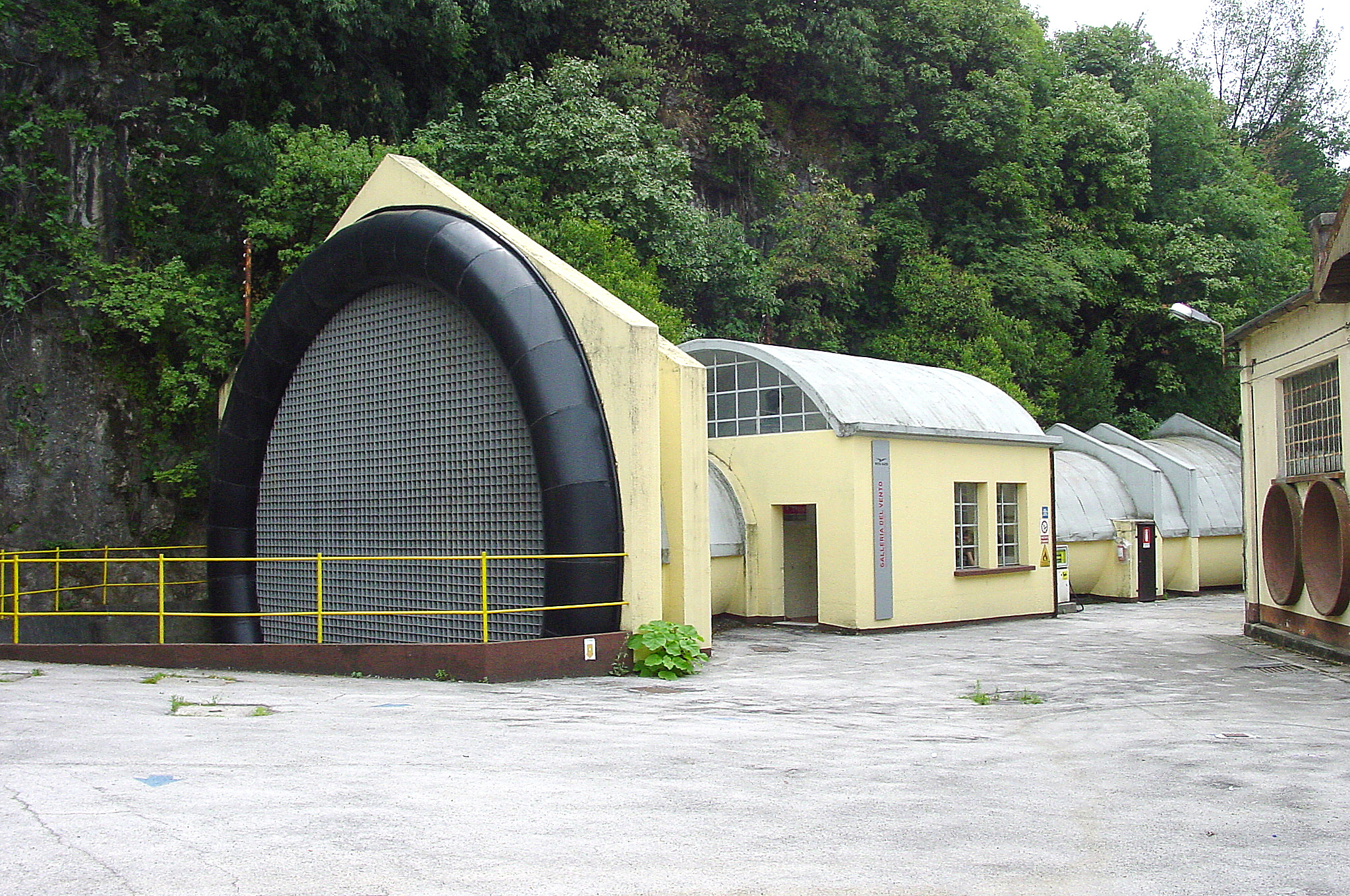
Vista de l'exterior del túnel de vent de Mandello (2004)

Des de 1921, la fàbrica de Moto Guzzi es troba a Mandello del Lario, al ramal de Lecco del llac de Como. La planta va començar amb una mida de 300 m2 i, a començaments dels anys 50, ja en cobria 24.000, amb una plantilla de més de 1.500 treballadors. A data de 1999, el complex incloïa edificis d'un, dos i tres pisos de més de 54.000 m2 que funcionaven aproximadament al 50% de la seva capacitat de producció.
Durant la seva gestió, Aprilia va considerar de traslladar-ne totes les activitats a Monza, sota la protesta dels treballadors de la fàbrica de Mandello i els seguidors de la marca en general. En comptes d'això, Aprilia va renovar la fàbrica el 2004 amb un cost de 45 milions de dòlars.
La ubicació original de Mandello continua allotjant la seu de la companyia, la planta de producció, l'històric túnel de vent, la biblioteca de l'empresa i el museu. El Museu Moto Guzzi exhibeix models de la història de la companyia, motors que ressegueixen la història de l'enginyeria de Guzzi i una sèrie d'importants prototips. El museu és obert al públic i inclou una botiga de regals amb llibres, roba i complements. Actualment, Moto Guzzi dona feina a entre 250 i 300 empleats i produeix més de 10.000 motos a l'any.
Durant dècades, la fàbrica de Moto Guzzi lluí un conjunt de lletres lluminoses al terrat (i també per sobre de la porta d'entrada) que deien "Moto Guzzi". El maig de 2007, el cartell original del sostre, antic i desgastat, es va substituir per un de nou més brillant que duu el logotip i la grafia oficial actuals. Al mateix temps, el rètol de la porta d'entrada de la fàbrica es va canviar per una nova versió rectangular.

### Compromís amb els clients
Des del 2001, Moto Guzzi organitza anualment les Giornate Mondiali Guzzi, també conegudes com a GMG o World Guzzi Days, tot convidant els seus fans a Mandello. El 2006, més de 15.000 seguidors de Guzzi de més de 20 països van viatjar a Mandello per a l'esdeveniment.